# Élections municipales de 2014 dans l'Aude
Les élections municipales se sont déroulées les 23 et 30 mars 2014 dans l'Aude.

Pour les résultats, cet article ne recense que ceux des communes de plus de 1000 habitants du département de l'Aude, seuil du passage au scrutin de liste pour ces élections municipales.

## Maires sortants et maires élus
Le scrutin est marqué par des changements notoires. Carcassonne, chef-lieu du département gagné par la gauche lors d'une partielle en 2009, est repris par la droite. Narbonne, la sous-préfecture aux couleurs du PS depuis le scrutin précédent, est elle aussi remportée par la droite. Bien qu'elle demeure majoritaire dans le département, la gauche essuie plusieurs revers avec les pertes de Chalabre, Espéraza, La Palme, Quillan et Sigean.
| Commune                         | Population | Maire sortant         | Parti | Parti | Maire élu              | Parti | Parti |
| ------------------------------- | ---------- | --------------------- | ----- | ----- | ---------------------- | ----- | ----- |
| Alairac                         | 1 296      | Roger Adiveze         |       | PS    | Roger Adiveze          |       | PS    |
| Alzonne                         | 1 378      | Jean-Marie Salles *   |       | PS    | Régis Banquet          |       | PS    |
| Argeliers                       | 1 934      | Christian Rouzaud *   |       | PS    | Bernard Naudy          |       | PS    |
| Armissan                        | 1 378      | Gérard Kerfyser       |       | DVD   | Gérard Kerfyser        |       | DVD   |
| Arzens                          | 1 156      | Jean-Claude Pistre    |       | DVG   | Jean-Claude Pistre     |       | DVG   |
| Azille                          | 1 196      | Philippe Chevrier     |       | DVD   | Philippe Chevrier      |       | DVD   |
| Belpech                         | 1 324      | Jean-Paul Nicol *     |       | UMP   | Pierre Vidal           |       | UMP   |
| Bizanet                         | 1 388      | Jacques Blaya         |       | PS    | Jacques Blaya          |       | PS    |
| Bize-Minervois                  | 1 086      | Alain Fabre           |       | PS    | Alain Fabre            |       | PS    |
| Bram                            | 3 368      | Claudie Méjean        |       | PS    | Claudie Méjean         |       | PS    |
| Canet                           | 1 461      | André Hernandez       |       | PS    | André Hernandez        |       | PS    |
| Capendu                         | 1 586      | Jean-Jacques Camel    |       | PS    | Jean-Jacques Camel     |       | PS    |
| Carcassonne                     | 47 268     | Jean-Claude Perez     |       | PS    | Gérard Larrat          |       | DVD   |
| Castelnaudary                   | 11 876     | Patrick Maugard       |       | DVG   | Patrick Maugard        |       | DVG   |
| Caunes-Minervois                | 1 660      | Barbara Vergine *     |       | PS    | Denis Adivèze          |       | PS    |
| Cazilhac                        | 1 660      | Jean-Luc Sarrail      |       | DVD   | Jean-Luc Sarrail       |       | DVD   |
| Chalabre                        | 1 123      | Christian Guilhamat * |       | EÉLV  | Jean-Jacques Aulombard |       | DVD   |
| Conques-sur-Orbiel              | 2 384      | Jean Chapet *         |       | PCF   | Jean-François Juste    |       | PCF   |
| Couiza                          | 1 156      | Jacques Hortala       |       | PS    | Jacques Hortala        |       | PS    |
| Coursan                         | 6 050      | Gilbert Pla           |       | PCF   | Edouard Rocher         |       | DVG   |
| Cuxac-d'Aude                    | 4 122      | Jacques Pociello      |       | DVD   | Jacques Pociello       |       | DVD   |
| Espéraza                        | 2 088      | Jean Torrent          |       | PS    | Georges Reverte        |       | DVD   |
| Fabrezan                        | 1 261      | Maurice Séguier       |       | PCF   | Fabrice Vareilles      |       | PS    |
| Ferrals-les-Corbières           | 1 155      | Gérard Barthez        |       | PS    | Gérard Barthez         |       | PS    |
| Fitou                           | 1 012      | Patrick Tarrius *     |       | PS    | Alexis Armangeau       |       | PS    |
| Fleury                          | 3 608      | Guy Sié               |       | UMP   | Guy Sié                |       | UMP   |
| Ginestas                        | 1 362      | Georges Combes        |       | PCF   | Georges Combes         |       | PCF   |
| Gruissan                        | 4 644      | Didier Codorniou      |       | PS    | Didier Codorniou       |       | PS    |
| La Palme                        | 1 552      | André Pla *           |       | DVG   | Jean Paul Fauran       |       | DVD   |
| La Redorte                      | 1 119      | Pierre-Henri Ilhes    |       | PS    | Pierre-Henri Ilhes     |       | PS    |
| Labastide-d'Anjou               | 1 019      | Robert Gaubert *      |       | DVG   | Nathalie Naccache      |       | DVG   |
| Laure-Minervois                 | 1 061      | Jean Loubat           |       | PS    | Jean Loubat            |       | PS    |
| Lavalette                       | 1 344      | René Milhau           |       | PS    | René Milhau            |       | PS    |
| Leucate                         | 4 030      | Michel Py             |       | UMP   | Michel Py              |       | UMP   |
| Lézignan-Corbières              | 10 920     | Michel Maïque         |       | PS    | Michel Maïque          |       | PS    |
| Limoux                          | 10 155     | Jean-Paul Dupré       |       | PS    | Jean-Paul Dupré        |       | PS    |
| Luc-sur-Orbieu                  | 1 065      | Gilles Messeguer      |       | DVD   | Gilles Messeguer       |       | DVD   |
| Marcorignan                     | 1 180      | Aimé Laffon           |       | PS    | Aimé Laffon            |       | PS    |
| Montréal                        | 1 912      | Christian Rebelle     |       | PRG   | Christian Rebelle      |       | PRG   |
| Montredon-des-Corbières         | 1 377      | Bernard Gea *         |       | PS    | Éric Mellet            |       | PS    |
| Moussan                         | 1 813      | Jean-Paul Schembri    |       | DVG   | Claude Codorniou       |       | PS    |
| Narbonne                        | 51 546     | Jacques Bascou        |       | PS    | Didier Mouly           |       | DVD   |
| Névian                          | 1 301      | Magali Vergnes        |       | PS    | Magali Vergnes         |       | PS    |
| Ornaisons                       | 1 243      | Jackie Casty *        |       | PS    | Gilles Casty           |       | PS    |
| Ouveillan                       | 2 323      | Gérard Cribaillet     |       | DVG   | Gérard Cribaillet      |       | DVG   |
| Palaja                          | 2 127      | Alain Casellas *      |       | PS    | Paul Ramoneda          |       | PS    |
| Pennautier                      | 2 442      | Christian Bourrel *   |       | DVD   | Jacques Dimon          |       | DVD   |
| Pépieux                         | 1 004      | Pascal Vallière       |       | PS    | Pascal Vallière        |       | PS    |
| Pexiora                         | 1 254      | Serge Cazenave        |       | DVG   | Serge Cazenave         |       | DVG   |
| Peyriac-de-Mer                  | 1 049      | Jean-Marie Assens     |       | DVD   | Catherine Gouiry       |       | DVG   |
| Peyriac-Minervois               | 1 100      | Jacques Micheau *     |       | PS    | Denise Gils            |       | PS    |
| Pezens                          | 1 344      | Pierre Botsen         |       | MoDem | Philippe Fau           |       | SE    |
| Portel-des-Corbières            | 1 229      | Roger Brunel          |       | PS    | Roger Brunel           |       | PS    |
| Port-la-Nouvelle                | 5 682      | Henri Martin          |       | UMP   | Henri Martin           |       | UMP   |
| Puichéric                       | 1 091      | Marc Dormières        |       | SE    | Marc Dormières         |       | SE    |
| Quillan                         | 3 249      | Maurice Aragou *      |       | PS    | Pierre Castel          |       | UMP   |
| Rieux-Minervois                 | 2 016      | Pierre Destrem        |       | UMP   | Pierre Destrem         |       | UMP   |
| Saint-André-de-Roquelongue      | 1 183      | Roger Dupuy *         |       | PS    | Jean-Michel Folch      |       | PS    |
| Saint-Marcel-sur-Aude           | 1 668      | Guillaume Héras       |       | DVG   | Guillaume Héras        |       | DVG   |
| Saint-Martin-Lalande            | 1 092      | Guy Bondouy           |       | DVG   | Guy Bondouy            |       | DVG   |
| Saint-Nazaire-d'Aude            | 1 842      | Yves Hélaine          |       | DVD   | Yves Hélaine           |       | DVD   |
| Sallèles-d'Aude                 | 2 722      | Yves Bastié           |       | PS    | Yves Bastié            |       | PS    |
| Salles-d'Aude                   | 2 983      | Jean-Luc Rivel        |       | PS    | Jean-Luc Rivel         |       | PS    |
| Sigean                          | 5 426      | Jean-Pierre Cires     |       | DVG   | Michel Jammes          |       | DVD   |
| Trèbes                          | 5 305      | Claude Banis *        |       | DVD   | Eric Ménassi           |       | PS    |
| Villasavary                     | 1 221      | Jacques Danjou        |       | PS    | Jacques Danjou         |       | PS    |
| Villegailhenc                   | 1 649      | Michel Proust         |       | PS    | Michel Proust          |       | PS    |
| Villegly                        | 1 062      | Alain Marty           |       | PS    | Alain Marty            |       | PS    |
| Villemoustaussou                | 3 710      | Christian Raynaud     |       | PS    | Christian Raynaud      |       | PS    |
| Villeneuve-la-Comptal           | 1 231      | Bernadette Struder    |       | DVD   | Bernadette Struder     |       | DVD   |
| Villeneuve-Minervois            | 1 053      | Alain Ginies          |       | PS    | Alain Ginies           |       | PS    |
| Villepinte                      | 1 232      | Alain Rouquet         |       | PS    | Alain Rouquet          |       | PS    |
| Vinassan                        | 2 522      | Didier Aldebert       |       | DVG   | Didier Aldebert        |       | DVG   |
| * Maires ne se représentant pas |            |                       |       |       |                        |       |       |

### Résultats en nombre de mairies
| Partis       | Partis                            | Maires sortants | Maires élus | Évolution     |
| ------------ | --------------------------------- | --------------- | ----------- | ------------- |
|              | Parti communiste français         | 4               | 2           | 2             |
|              | Parti socialiste                  | 39              | 38          | 1             |
|              | Parti radical de gauche           | 1               | 1           | en stagnation |
|              | Europe Écologie Les Verts         | 1               | 0           | 1             |
|              | Divers gauche                     | 11              | 10          | 1             |
| Total Gauche | Total Gauche                      | 56              | 51          | 5             |
|              | Mouvement démocrate               | 1               | 0           | 1             |
| Total Centre | Total Centre                      | 1               | 0           | 1             |
|              | Union pour un mouvement populaire | 5               | 6           | 1             |
|              | Divers droite                     | 10              | 14          | 4             |
| Total Droite | Total Droite                      | 15              | 20          | 5             |
|              | Sans étiquette                    | 1               | 2           | 1             |
| Total        | Total                             | 73              | 73          | -             |

## Résultats dans les communes de plus de1 000 habitants

### Alairac
- Maire sortant : Roger Adiveze (PS)
- 15 sièges à pourvoir au conseil municipal (population légale 2011 : 1 296 habitants)
- 2 sièges à pourvoir au conseil communautaire (CA Carcassonne Agglo)

|                                   | Roger Adiveze * | DVG            | 537 | 100,00 | 15 | 2 |  |  |
| Unissons nos talents pour Alairac |                 |                | 537 | 100,00 | 15 | 2 |  |  |
|                                   |                 |                |     |        |    |   |  |  |
| Inscrits                          | Inscrits        | Inscrits       | 876 | 100,00 |    |   |  |  |
| Abstentions                       | Abstentions     | Abstentions    | 258 | 29,45  |    |   |  |  |
| Votants                           | Votants         | Votants        | 618 | 70,55  |    |   |  |  |
| Blancs et nuls                    | Blancs et nuls  | Blancs et nuls | 81  | 13,11  |    |   |  |  |
| Exprimés                          | Exprimés        | Exprimés       | 537 | 86,89  |    |   |  |  |
| * Liste du maire sortant          |                 |                |     |        |    |   |  |  |

- Maire élu : Roger Adivèze (DVG)[3]

### Alzonne
- Maire sortant : Jean-Marie Salles (PS)
- 15 sièges à pourvoir au conseil municipal (population légale 2011 : 1 378 habitants)
- 2 sièges à pourvoir au conseil communautaire (CA Carcassonne Agglo)

|                           | Régis Banquet  | DVG            | 593   | 100,00 | 15 | 2 |  |  |
| Pour bien vivre à Alzonne |                |                | 593   | 100,00 | 15 | 2 |  |  |
|                           |                |                |       |        |    |   |  |  |
| Inscrits                  | Inscrits       | Inscrits       | 1 087 | 100,00 |    |   |  |  |
| Abstentions               | Abstentions    | Abstentions    | 357   | 32,84  |    |   |  |  |
| Votants                   | Votants        | Votants        | 730   | 67,16  |    |   |  |  |
| Blancs et nuls            | Blancs et nuls | Blancs et nuls | 137   | 18,77  |    |   |  |  |
| Exprimés                  | Exprimés       | Exprimés       | 593   | 81,23  |    |   |  |  |

- Maire élu : Régis Banquet (DVG)[5]

### Argeliers
- Maire sortant : Christian Rouzaud (PS)
- 19 sièges à pourvoir au conseil municipal (population légale 2011 : 1 934 habitants)
- 1 siège à pourvoir au conseil communautaire (CA Grand Narbonne)

|                                      | Bernard Naudy  | PS - PCF - EELV | 606   | 100,00 | 19 | 1 |  |  |
| L'avenir d'Argeliers c'est avec vous |                |                 | 606   | 100,00 | 19 | 1 |  |  |
|                                      | Gilles Laur    | SE              | 0     | 0,00   | 0  | 0 |  |  |
| Argeliers bien vivre ensemble        |                |                 | 0     | 0,00   | 0  | 0 |  |  |
|                                      |                |                 |       |        |    |   |  |  |
| Inscrits                             | Inscrits       | Inscrits        | 1 661 | 100,00 |    |   |  |  |
| Abstentions                          | Abstentions    | Abstentions     | 367   | 22,10  |    |   |  |  |
| Votants                              | Votants        | Votants         | 1 294 | 77,90  |    |   |  |  |
| Blancs et nuls                       | Blancs et nuls | Blancs et nuls  | 688   | 53,17  |    |   |  |  |
| Exprimés                             | Exprimés       | Exprimés        | 606   | 46,83  |    |   |  |  |

- Maire élu :

À noter: la liste de Gilles Laur a été invalidée pour avoir oublié de mentionner la nationalité d'une de ses colistières

### Armissan
- Maire sortant : Gérard Kerfyser (DVD)
- 19 sièges à pourvoir au conseil municipal (population légale 2011 : 1 551 habitants)
- 1 siège à pourvoir au conseil communautaire (CA Grand Narbonne)

|                          | Gérard Kerfyser * | DVD            | 697   | 80,20  | 18 | 1 |  |  |
| Armissan pour tous       |                   |                | 697   | 80,20  | 18 | 1 |  |  |
|                          | Jany Arnault      | DVG            | 172   | 19,79  | 1  | 0 |  |  |
| Vivre à Armissan         |                   |                | 172   | 19,79  | 1  | 0 |  |  |
|                          |                   |                |       |        |    |   |  |  |
| Inscrits                 | Inscrits          | Inscrits       | 1 153 | 100,00 |    |   |  |  |
| Abstentions              | Abstentions       | Abstentions    | 212   | 18,39  |    |   |  |  |
| Votants                  | Votants           | Votants        | 941   | 81,61  |    |   |  |  |
| Blancs et nuls           | Blancs et nuls    | Blancs et nuls | 72    | 7,65   |    |   |  |  |
| Exprimés                 | Exprimés          | Exprimés       | 869   | 92,35  |    |   |  |  |
| * Liste du maire sortant |                   |                |       |        |    |   |  |  |

- Maire élu :

### Arzens
- Maire sortant : Jean-Claude Pistre (SE)
- 15 sièges à pourvoir au conseil municipal (population légale 2011 : 1 156 habitants)
- 1 siège à pourvoir au conseil communautaire (CA Carcassonne Agglo)

|                                | Jean-Claude Pistre * | SE             | 478 | 100,00 | 15 | 1 |  |  |
| Arzens en marche vers l'avenir |                      |                | 478 | 100,00 | 15 | 1 |  |  |
|                                |                      |                |     |        |    |   |  |  |
| Inscrits                       | Inscrits             | Inscrits       | 897 | 100,00 |    |   |  |  |
| Abstentions                    | Abstentions          | Abstentions    | 259 | 28,87  |    |   |  |  |
| Votants                        | Votants              | Votants        | 638 | 71,13  |    |   |  |  |
| Blancs et nuls                 | Blancs et nuls       | Blancs et nuls | 160 | 25,08  |    |   |  |  |
| Exprimés                       | Exprimés             | Exprimés       | 478 | 74,92  |    |   |  |  |
| * Liste du maire sortant       |                      |                |     |        |    |   |  |  |

- Maire élu : Jean-Claude Pistre (SE)[10]

### Azille
- Maire sortant : Philippe Chevrier (DVD)
- 15 sièges à pourvoir au conseil municipal (population légale 2011 : 1 196 habitants)
- 1 siège à pourvoir au conseil communautaire (CA Carcassonne Agglo)

|                                   | Philippe Chevrier * | DVD            | 497 | 100,00 | 15 | 1 |  |  |
| Azille pour une commune solidaire |                     |                | 497 | 100,00 | 15 | 1 |  |  |
|                                   |                     |                |     |        |    |   |  |  |
| Inscrits                          | Inscrits            | Inscrits       | 911 | 100,00 |    |   |  |  |
| Abstentions                       | Abstentions         | Abstentions    | 290 | 31,83  |    |   |  |  |
| Votants                           | Votants             | Votants        | 621 | 68,17  |    |   |  |  |
| Blancs et nuls                    | Blancs et nuls      | Blancs et nuls | 124 | 19,97  |    |   |  |  |
| Exprimés                          | Exprimés            | Exprimés       | 497 | 80,03  |    |   |  |  |
| * Liste du maire sortant          |                     |                |     |        |    |   |  |  |

- Maire élu : Philippe Chevrier (DVD)[12]

### Belpech
- Maire sortant : Jean-Paul Nicol (UMP)
- 15 sièges à pourvoir au conseil municipal (population légale 2011 : 1 324 habitants)
- 4 sièges à pourvoir au conseil communautaire (CC Piège-Lauragais-Malepère)

|                       | Pierre Vidal     | DVD            | 409 | 50,68  | 12 | 3 |  |  |
| Unis pour Belpech     |                  |                | 409 | 50,68  | 12 | 3 |  |  |
|                       | Pierre Armengaud | DVD            | 265 | 32,83  | 2  | 1 |  |  |
| Agissons pour Belpech |                  |                | 265 | 32,83  | 2  | 1 |  |  |
|                       | Bruno Bourgeais  | PS             | 133 | 16,48  | 1  | 0 |  |  |
| Belpech pour tous     |                  |                | 133 | 16,48  | 1  | 0 |  |  |
|                       |                  |                |     |        |    |   |  |  |
| Inscrits              | Inscrits         | Inscrits       | 990 | 100,00 |    |   |  |  |
| Abstentions           | Abstentions      | Abstentions    | 161 | 16,26  |    |   |  |  |
| Votants               | Votants          | Votants        | 829 | 83,74  |    |   |  |  |
| Blancs et nuls        | Blancs et nuls   | Blancs et nuls | 22  | 2,65   |    |   |  |  |
| Exprimés              | Exprimés         | Exprimés       | 807 | 97,35  |    |   |  |  |

- Maire élu :

### Bizanet
- Maire sortant : Jacques Blaya (DVG)
- 15 sièges à pourvoir au conseil municipal (population légale 2011 : 1 388 habitants)
- 1 siège à pourvoir au conseil communautaire (CA Grand Narbonne)

|                          | Jacques Blaya * | PS - PCF - EELV | 555   | 100,00 | 15 | 1 |  |  |
| Ensemble pour Bizanet    |                 |                 | 555   | 100,00 | 15 | 1 |  |  |
|                          |                 |                 |       |        |    |   |  |  |
| Inscrits                 | Inscrits        | Inscrits        | 1 074 | 100,00 |    |   |  |  |
| Abstentions              | Abstentions     | Abstentions     | 348   | 32,40  |    |   |  |  |
| Votants                  | Votants         | Votants         | 726   | 67,60  |    |   |  |  |
| Blancs et nuls           | Blancs et nuls  | Blancs et nuls  | 171   | 23,55  |    |   |  |  |
| Exprimés                 | Exprimés        | Exprimés        | 555   | 76,45  |    |   |  |  |
| * Liste du maire sortant |                 |                 |       |        |    |   |  |  |

- Maire élu :

### Bize-Minervois
- Maire sortant : Alain Fabre (PS)
- 15 sièges à pourvoir au conseil municipal (population légale 2011 : 1 086 habitants)
- 1 siège à pourvoir au conseil communautaire (CA Grand Narbonne)

|                                    | Alain Fabre *  | PS             | 438 | 100,00 | 15 | 1 |  |  |
| Réussir l'avenir de Bize-Minervois |                |                | 438 | 100,00 | 15 | 1 |  |  |
|                                    |                |                |     |        |    |   |  |  |
| Inscrits                           | Inscrits       | Inscrits       | 920 | 100,00 |    |   |  |  |
| Abstentions                        | Abstentions    | Abstentions    | 334 | 36,30  |    |   |  |  |
| Votants                            | Votants        | Votants        | 586 | 63,70  |    |   |  |  |
| Blancs et nuls                     | Blancs et nuls | Blancs et nuls | 148 | 25,26  |    |   |  |  |
| Exprimés                           | Exprimés       | Exprimés       | 438 | 74,74  |    |   |  |  |
| * Liste du maire sortant           |                |                |     |        |    |   |  |  |

- Maire élu :

### Bram
- Maire sortant : Claudie Méjean (PS)
- 23 sièges à pourvoir au conseil municipal (population légale 2011 : 3 368 habitants)
- 10 sièges à pourvoir au conseil communautaire (CC Piège-Lauragais-Malepère)

|                          | Claudie Méjean * | PS             | 1 189 | 100,00 | 23 | 10 |  |  |
| Bram horizon 2020        |                  |                | 1 189 | 100,00 | 23 | 10 |  |  |
|                          |                  |                |       |        |    |    |  |  |
| Inscrits                 | Inscrits         | Inscrits       | 2 431 | 100,00 |    |    |  |  |
| Abstentions              | Abstentions      | Abstentions    | 791   | 32,54  |    |    |  |  |
| Votants                  | Votants          | Votants        | 1 640 | 67,46  |    |    |  |  |
| Blancs et nuls           | Blancs et nuls   | Blancs et nuls | 451   | 27,50  |    |    |  |  |
| Exprimés                 | Exprimés         | Exprimés       | 1 189 | 72,50  |    |    |  |  |
| * Liste du maire sortant |                  |                |       |        |    |    |  |  |

- Maire élu :

### Canet
- Maire sortant : André Hernandez (PS)
- 15 sièges à pourvoir au conseil municipal (population légale 2011 : 1 461 habitants)
- 2 sièges à pourvoir au conseil communautaire (CC Région Lézignanaise, Corbières et Minervois)

|                          | André Hernandez * | PS             | 492   | 100,00 | 15 | 2 |  |  |
| Bien vivre a Canet       |                   |                | 492   | 100,00 | 15 | 2 |  |  |
|                          |                   |                |       |        |    |   |  |  |
| Inscrits                 | Inscrits          | Inscrits       | 1 123 | 100,00 |    |   |  |  |
| Abstentions              | Abstentions       | Abstentions    | 378   | 33,66  |    |   |  |  |
| Votants                  | Votants           | Votants        | 745   | 66,34  |    |   |  |  |
| Blancs et nuls           | Blancs et nuls    | Blancs et nuls | 253   | 33,96  |    |   |  |  |
| Exprimés                 | Exprimés          | Exprimés       | 492   | 66,04  |    |   |  |  |
| * Liste du maire sortant |                   |                |       |        |    |   |  |  |

- Maire élu :

### Capendu
- Maire sortant : Jean-Jacques Camel (PS)
- 19 sièges à pourvoir au conseil municipal (population légale 2011 : 1 586 habitants)
- 3 sièges à pourvoir au conseil communautaire (CA Carcassonne Agglo)

|                                 | Jean-Jacques Camel * | DVG            | 512   | 66,92  | 16 | 3 |  |  |
| Capendu, bien vivre, continuons |                      |                | 512   | 66,92  | 16 | 3 |  |  |
|                                 | Michel Plancade      | SE             | 253   | 33,07  | 3  | 0 |  |  |
| Capendu ensemble                |                      |                | 253   | 33,07  | 3  | 0 |  |  |
|                                 |                      |                |       |        |    |   |  |  |
| Inscrits                        | Inscrits             | Inscrits       | 1 112 | 100,00 |    |   |  |  |
| Abstentions                     | Abstentions          | Abstentions    | 290   | 26,08  |    |   |  |  |
| Votants                         | Votants              | Votants        | 822   | 73,92  |    |   |  |  |
| Blancs et nuls                  | Blancs et nuls       | Blancs et nuls | 57    | 6,93   |    |   |  |  |
| Exprimés                        | Exprimés             | Exprimés       | 765   | 93,07  |    |   |  |  |
| * Liste du maire sortant        |                      |                |       |        |    |   |  |  |

- Maire élu :

### Carcassonne
- Maire sortant : Jean-Claude Perez (PS)
- 43 sièges à pourvoir au conseil municipal (population légale 2011 : 47 268 habitants)
- 33 sièges à pourvoir au conseil communautaire (CA Carcassonne Agglo)

| Tête de liste                                               | Tête de liste        | Liste                                                       | Premier tour | Premier tour | Second tour | Second tour | Sièges | Sièges |
| Tête de liste                                               | Tête de liste        | Liste                                                       | Voix         | %            | Voix        | %           | CM     | CC     |
| ----------------------------------------------------------- | -------------------- | ----------------------------------------------------------- | ------------ | ------------ | ----------- | ----------- | ------ | ------ |
|                                                             | Jean-Claude Perez *  | PS - Les CommUNIstes - PRG - Bastir ! - L'écologie à gauche | 5 245        | 28,17        | 7 885       | 39,24       | 8      | 6      |
| Tous pour Carcassonne                                       |                      |                                                             | 5 245        | 28,17        | 7 885       | 39,24       | 8      | 6      |
|                                                             | Robert Morio         | FN - RBM                                                    | 4 072        | 21,87        | 4 086       | 20,33       | 4      | 3      |
| Carcassonne Rassemblement Bleu Marine                       |                      |                                                             | 4 072        | 21,87        | 4 086       | 20,33       | 4      | 3      |
|                                                             | Gérard Larrat        | DVD                                                         | 3 518        | 18,89        | 8 121       | 40,41       | 31     | 24     |
| Bien vivre à Carcassonne puis Notre parti c'est Carcassonne |                      |                                                             | 3 518        | 18,89        | 8 121       | 40,41       | 31     | 24     |
|                                                             | Isabelle Chesa       | UMP - RPF                                                   | 3 366        | 18,08        |             |             |        |        |
| Ambition Carcassonne                                        |                      |                                                             | 3 366        | 18,08        |             |             |        |        |
|                                                             | Amandine Carrazoni   | FG - PG - PCF - FASE - Les Alternatifs - GA - ACC11 - EELV  | 1 561        | 8,38         |             |             |        |        |
| Carcassonne la citoyenne                                    |                      |                                                             | 1 561        | 8,38         |             |             |        |        |
|                                                             | Hervé Boissonade     | DVD - DLR - Citoyens pas politiciens                        | 458          | 2,46         |             |             |        |        |
| Agir pour Carcassonne                                       |                      |                                                             | 458          | 2,46         |             |             |        |        |
|                                                             | Jean-François Daraud | UDI - MoDem                                                 | 397          | 2,13         |             |             |        |        |
| Fiers d'être Carcassonnais                                  |                      |                                                             | 397          | 2,13         |             |             |        |        |
|                                                             |                      |                                                             |              |              |             |             |        |        |
| Inscrits                                                    | Inscrits             | Inscrits                                                    | 30 316       | 100,00       | 30 501      | 100,00      |        |        |
| Abstentions                                                 | Abstentions          | Abstentions                                                 | 10 938       | 36,08        | 9 494       | 31,13       |        |        |
| Votants                                                     | Votants              | Votants                                                     | 19 378       | 63,92        | 21 007      | 68,87       |        |        |
| Blancs et nuls                                              | Blancs et nuls       | Blancs et nuls                                              | 761          | 3,93         | 915         | 4,36        |        |        |
| Exprimés                                                    | Exprimés             | Exprimés                                                    | 18 617       | 96,07        | 20 092      | 95,64       |        |        |
| * Liste du maire sortant                                    |                      |                                                             |              |              |             |             |        |        |

- Maire élu : Gérard Larrat (DVD)[20]

### Castelnaudary
- Maire sortant : Patrick Maugard (DVG)
- 33 sièges à pourvoir au conseil municipal (population légale 2011 : 11 876 habitants)
- 25 sièges à pourvoir au conseil communautaire (CC Castelnaudary Lauragais Audois)

|                           | Patrick Maugard * | DVG            | 2 409 | 50,18  | 25 | 20 |  |  |
| Castelnaudary intensément |                   |                | 2 409 | 50,18  | 25 | 20 |  |  |
|                           | Emmanuel Bresson  | UMP            | 1 703 | 35,47  | 6  | 4  |  |  |
| Castelnaudary renouveau   |                   |                | 1 703 | 35,47  | 6  | 4  |  |  |
|                           | Stéphane Linou    | SE - EELV      | 688   | 14,33  | 2  | 1  |  |  |
| Agir local et autrement   |                   |                | 688   | 14,33  | 2  | 1  |  |  |
|                           |                   |                |       |        |    |    |  |  |
| Inscrits                  | Inscrits          | Inscrits       | 7 111 | 100,00 |    |    |  |  |
| Abstentions               | Abstentions       | Abstentions    | 2 175 | 30,59  |    |    |  |  |
| Votants                   | Votants           | Votants        | 4 936 | 69,41  |    |    |  |  |
| Blancs et nuls            | Blancs et nuls    | Blancs et nuls | 136   | 2,76   |    |    |  |  |
| Exprimés                  | Exprimés          | Exprimés       | 4 800 | 97,24  |    |    |  |  |
| * Liste du maire sortant  |                   |                |       |        |    |    |  |  |

### Caunes-Minervois
- Maire sortant : Barbara Vergine (SE)
- 19 sièges à pourvoir au conseil municipal (population légale 2011 : 1 660 habitants)
- 2 sièges à pourvoir au conseil communautaire (CA Carcassonne Agglo)

|                               | Denis Adiveze  | PS             | 717   | 76,60  | 17 | 2 |  |  |
| Ensemble avançons pour Caunes |                |                | 717   | 76,60  | 17 | 2 |  |  |
|                               | Raymond Fenes  | SE             | 219   | 23,39  | 2  | 0 |  |  |
| Pour Caunes et pour vous      |                |                | 219   | 23,39  | 2  | 0 |  |  |
|                               |                |                |       |        |    |   |  |  |
| Inscrits                      | Inscrits       | Inscrits       | 1 238 | 100,00 |    |   |  |  |
| Abstentions                   | Abstentions    | Abstentions    | 233   | 18,82  |    |   |  |  |
| Votants                       | Votants        | Votants        | 1 005 | 81,18  |    |   |  |  |
| Blancs et nuls                | Blancs et nuls | Blancs et nuls | 69    | 6,87   |    |   |  |  |
| Exprimés                      | Exprimés       | Exprimés       | 936   | 93,13  |    |   |  |  |

### Cazilhac
- Maire sortant : Jean-Luc Sarrail (DVD)
- 19 sièges à pourvoir au conseil municipal (population légale 2011 : 1 660 habitants)
- 2 sièges à pourvoir au conseil communautaire (CA Carcassonne Agglo)

|                                 | Jean-Luc Sarrail * | DVD            | 589   | 61,22  | 16 | 2 |  |  |
| Cazilhac pour tous              |                    |                | 589   | 61,22  | 16 | 2 |  |  |
|                                 | Henri Poncet       | DVG            | 373   | 38,77  | 3  | 0 |  |  |
| Union pour l'avenir de Cazilhac |                    |                | 373   | 38,77  | 3  | 0 |  |  |
|                                 |                    |                |       |        |    |   |  |  |
| Inscrits                        | Inscrits           | Inscrits       | 1 280 | 100,00 |    |   |  |  |
| Abstentions                     | Abstentions        | Abstentions    | 256   | 20,00  |    |   |  |  |
| Votants                         | Votants            | Votants        | 1 024 | 80,00  |    |   |  |  |
| Blancs et nuls                  | Blancs et nuls     | Blancs et nuls | 62    | 6,05   |    |   |  |  |
| Exprimés                        | Exprimés           | Exprimés       | 962   | 93,95  |    |   |  |  |
| * Liste du maire sortant        |                    |                |       |        |    |   |  |  |

### Chalabre
- Maire sortant : Christian Guilhamat (SE)
- 15 sièges à pourvoir au conseil municipal (population légale 2011 : 1 123 habitants)
- 4 sièges à pourvoir au conseil communautaire (CC des Pyrénées Audoises)

|                    | Jean-Jacques Aulombard | SE             | 301 | 57,99  | 12 | 3 |  |  |
| Chalabre pour tous |                        |                | 301 | 57,99  | 12 | 3 |  |  |
|                    | Évelyne Garros         | SE             | 218 | 42,00  | 3  | 1 |  |  |
| Avançons ensemble  |                        |                | 218 | 42,00  | 3  | 1 |  |  |
|                    |                        |                |     |        |    |   |  |  |
| Inscrits           | Inscrits               | Inscrits       | 822 | 100,00 |    |   |  |  |
| Abstentions        | Abstentions            | Abstentions    | 211 | 25,67  |    |   |  |  |
| Votants            | Votants                | Votants        | 611 | 74,33  |    |   |  |  |
| Blancs et nuls     | Blancs et nuls         | Blancs et nuls | 92  | 15,06  |    |   |  |  |
| Exprimés           | Exprimés               | Exprimés       | 519 | 84,94  |    |   |  |  |

### Conques-sur-Orbiel
- Maire sortant : Jean Chapet (PCF)
- 19 sièges à pourvoir au conseil municipal (population légale 2011 : 2 384 habitants)
- 2 sièges à pourvoir au conseil communautaire (CA Carcassonne Agglo)

|                                   | Jean-François Juste | DVG            | 799   | 100,00 | 19 | 2 |  |  |
| Ensemble. partageons notre avenir |                     |                | 799   | 100,00 | 19 | 2 |  |  |
|                                   |                     |                |       |        |    |   |  |  |
| Inscrits                          | Inscrits            | Inscrits       | 1 713 | 100,00 |    |   |  |  |
| Abstentions                       | Abstentions         | Abstentions    | 647   | 37,77  |    |   |  |  |
| Votants                           | Votants             | Votants        | 1 066 | 62,23  |    |   |  |  |
| Blancs et nuls                    | Blancs et nuls      | Blancs et nuls | 267   | 25,05  |    |   |  |  |
| Exprimés                          | Exprimés            | Exprimés       | 799   | 74,95  |    |   |  |  |

### Couiza
- Maire sortant : Jacques Hortala (PS)
- 15 sièges à pourvoir au conseil municipal (population légale 2011 : 1 156 habitants)
- 8 sièges à pourvoir au conseil communautaire (CC du Limouxin)

|                              | Jacques Hortala * | SE             | 414 | 100,00 | 15 | 8 |  |  |
| Bien vivre ensemble à Couiza |                   |                | 414 | 100,00 | 15 | 8 |  |  |
|                              |                   |                |     |        |    |   |  |  |
| Inscrits                     | Inscrits          | Inscrits       | 951 | 100,00 |    |   |  |  |
| Abstentions                  | Abstentions       | Abstentions    | 317 | 33,33  |    |   |  |  |
| Votants                      | Votants           | Votants        | 634 | 66,67  |    |   |  |  |
| Blancs et nuls               | Blancs et nuls    | Blancs et nuls | 220 | 34,70  |    |   |  |  |
| Exprimés                     | Exprimés          | Exprimés       | 414 | 65,30  |    |   |  |  |
| * Liste du maire sortant     |                   |                |     |        |    |   |  |  |

### Coursan
- Maire sortant : Gilbert Pla (PCF)
- 29 sièges à pourvoir au conseil municipal (population légale 2011 : 6 050 habitants)
- 3 sièges à pourvoir au conseil communautaire (CA Grand Narbonne)

|                          | Édouard Rocher | DVG             | 1 944 | 58,48  | 23 | 2 |  |  |
| Union Coursan 2014       |                |                 | 1 944 | 58,48  | 23 | 2 |  |  |
|                          | Gilbert Pla *  | PCF - PS - EELV | 1 380 | 41,51  | 6  | 1 |  |  |
| Avec vous servir Coursan |                |                 | 1 380 | 41,51  | 6  | 1 |  |  |
|                          |                |                 |       |        |    |   |  |  |
| Inscrits                 | Inscrits       | Inscrits        | 4 515 | 100,00 |    |   |  |  |
| Abstentions              | Abstentions    | Abstentions     | 1 082 | 23,96  |    |   |  |  |
| Votants                  | Votants        | Votants         | 3 433 | 76,04  |    |   |  |  |
| Blancs et nuls           | Blancs et nuls | Blancs et nuls  | 109   | 3,18   |    |   |  |  |
| Exprimés                 | Exprimés       | Exprimés        | 3 324 | 96,82  |    |   |  |  |
| * Liste du maire sortant |                |                 |       |        |    |   |  |  |

### Cuxac-d'Aude
- Maire sortant : Jacques Pociello (DVD)
- 27 sièges à pourvoir au conseil municipal (population légale 2011 : 4 122 habitants)
- 2 sièges à pourvoir au conseil communautaire (CA Grand Narbonne)

| Tête de liste             | Tête de liste      | Liste           | Premier tour | Premier tour | Second tour | Second tour | Sièges | Sièges |
| Tête de liste             | Tête de liste      | Liste           | Voix         | %            | Voix        | %           | CM     | CC     |
| ------------------------- | ------------------ | --------------- | ------------ | ------------ | ----------- | ----------- | ------ | ------ |
|                           | Jacques Pociello * | DVD             | 940          | 41,50        | 1 281       | 55,40       | 21     | 2      |
| Action continue           |                    |                 | 940          | 41,50        | 1 281       | 55,40       | 21     | 2      |
|                           | André Arino        | PS - PCF - EELV | 683          | 30,15        | 1 031       | 44,59       | 6      | 0      |
| Un cœur pour Cuxac-d'Aude |                    |                 | 683          | 30,15        | 1 031       | 44,59       | 6      | 0      |
|                           | Alain Vilaplana    | DVD             | 642          | 28,34        |             |             |        |        |
| Cuxac horizon 2014        |                    |                 | 642          | 28,34        |             |             |        |        |
|                           |                    |                 |              |              |             |             |        |        |
| Inscrits                  | Inscrits           | Inscrits        | 3 450        | 100,00       | 3 448       | 100,00      |        |        |
| Abstentions               | Abstentions        | Abstentions     | 1 044        | 30,26        | 959         | 27,81       |        |        |
| Votants                   | Votants            | Votants         | 2 406        | 69,74        | 2 489       | 72,19       |        |        |
| Blancs et nuls            | Blancs et nuls     | Blancs et nuls  | 141          | 5,86         | 177         | 7,11        |        |        |
| Exprimés                  | Exprimés           | Exprimés        | 2 265        | 94,14        | 2 312       | 92,89       |        |        |
| * Liste du maire sortant  |                    |                 |              |              |             |             |        |        |

### Espéraza
- Maire sortant : Jean Torrent (PS)
- 19 sièges à pourvoir au conseil municipal (population légale 2011 : 2 088 habitants)
- 8 sièges à pourvoir au conseil communautaire (CC des Pyrénées Audoises)

|                                     | Georges Reverte | SE             | 618   | 57,97  | 15 | 7 |  |  |
| Espéraza autrement                  |                 |                | 618   | 57,97  | 15 | 7 |  |  |
|                                     | Jean Torrent *  | SE             | 329   | 30,86  | 3  | 1 |  |  |
| Toujours plus loin pour Espéraza    |                 |                | 329   | 30,86  | 3  | 1 |  |  |
|                                     | Philippe Rivano | SE             | 119   | 11,16  | 1  | 0 |  |  |
| Vivre solidaires à et pour Espéraza |                 |                | 119   | 11,16  | 1  | 0 |  |  |
|                                     |                 |                |       |        |    |   |  |  |
| Inscrits                            | Inscrits        | Inscrits       | 1 465 | 100,00 |    |   |  |  |
| Abstentions                         | Abstentions     | Abstentions    | 347   | 23,69  |    |   |  |  |
| Votants                             | Votants         | Votants        | 1 118 | 76,31  |    |   |  |  |
| Blancs et nuls                      | Blancs et nuls  | Blancs et nuls | 52    | 4,65   |    |   |  |  |
| Exprimés                            | Exprimés        | Exprimés       | 1 066 | 95,35  |    |   |  |  |
| * Liste du maire sortant            |                 |                |       |        |    |   |  |  |

### Fabrezan
- Maire sortant : Maurice Séguier (PCF)
- 15 sièges à pourvoir au conseil municipal (population légale 2011 : 1 261 habitants)
- 2 sièges à pourvoir au conseil communautaire (CC Région Lézignanaise, Corbières et Minervois)

|                                  | Fabrice Vareilles | PS             | 487   | 57,63  | 12 | 2 |  |  |
| Avec vous - pour vous            |                   |                | 487   | 57,63  | 12 | 2 |  |  |
|                                  | Maurice Séguier * | DVG            | 358   | 42,36  | 3  | 0 |  |  |
| Bien vivre à Fabrezan/Villerouge |                   |                | 358   | 42,36  | 3  | 0 |  |  |
|                                  |                   |                |       |        |    |   |  |  |
| Inscrits                         | Inscrits          | Inscrits       | 1 029 | 100,00 |    |   |  |  |
| Abstentions                      | Abstentions       | Abstentions    | 163   | 15,84  |    |   |  |  |
| Votants                          | Votants           | Votants        | 866   | 84,16  |    |   |  |  |
| Blancs et nuls                   | Blancs et nuls    | Blancs et nuls | 21    | 2,42   |    |   |  |  |
| Exprimés                         | Exprimés          | Exprimés       | 845   | 97,58  |    |   |  |  |
| * Liste du maire sortant         |                   |                |       |        |    |   |  |  |

### Ferrals-les-Corbières
- Maire sortant : Gérard Barthez (PS)
- 15 sièges à pourvoir au conseil municipal (population légale 2011 : 1 155 habitants)
- 2 sièges à pourvoir au conseil communautaire (CC Région Lézignanaise, Corbières et Minervois)

|                               | Gérard Barthez * | PS             | 526 | 63,99  | 13 | 2 |  |  |
| Bien vivre ensemble à Ferrals |                  |                | 526 | 63,99  | 13 | 2 |  |  |
|                               | Marie Zensz      | SE             | 296 | 36,00  | 2  | 0 |  |  |
| Unis pour agir                |                  |                | 296 | 36,00  | 2  | 0 |  |  |
|                               |                  |                |     |        |    |   |  |  |
| Inscrits                      | Inscrits         | Inscrits       | 964 | 100,00 |    |   |  |  |
| Abstentions                   | Abstentions      | Abstentions    | 114 | 11,83  |    |   |  |  |
| Votants                       | Votants          | Votants        | 850 | 88,17  |    |   |  |  |
| Blancs et nuls                | Blancs et nuls   | Blancs et nuls | 28  | 3,29   |    |   |  |  |
| Exprimés                      | Exprimés         | Exprimés       | 822 | 96,71  |    |   |  |  |
| * Liste du maire sortant      |                  |                |     |        |    |   |  |  |

### Fitou
- Maire sortant : Patrick Tarrius (PS)
- 15 sièges à pourvoir au conseil municipal (population légale 2011 : 1 012 habitants)
- 3 sièges à pourvoir au conseil communautaire (CC Corbières Salanque Méditerranée)

|                      | Alexis Armangau | DVG            | 392 | 100,00 | 15 | 3 |  |  |
| Tous unis pour Fitou |                 |                | 392 | 100,00 | 15 | 3 |  |  |
|                      |                 |                |     |        |    |   |  |  |
| Inscrits             | Inscrits        | Inscrits       | 739 | 100,00 |    |   |  |  |
| Abstentions          | Abstentions     | Abstentions    | 199 | 26,93  |    |   |  |  |
| Votants              | Votants         | Votants        | 540 | 73,07  |    |   |  |  |
| Blancs et nuls       | Blancs et nuls  | Blancs et nuls | 148 | 27,41  |    |   |  |  |
| Exprimés             | Exprimés        | Exprimés       | 392 | 72,59  |    |   |  |  |

### Fleury
- Maire sortant : Guy Sié (sans étiquette)
- 27 sièges à pourvoir au conseil municipal (population légale 2011 : 3 608 habitants)
- 2 sièges à pourvoir au conseil communautaire (CA Grand Narbonne)

|                                         | Guy Sié *        | SE              | 1 372 | 54,77  | 22 | 2 |  |  |
| Rassembler pour agir                    |                  |                 | 1 372 | 54,77  | 22 | 2 |  |  |
|                                         | Christian Lignon | PS - PCF - EELV | 678   | 27,06  | 3  | 0 |  |  |
| Alternative et renouveau                |                  |                 | 678   | 27,06  | 3  | 0 |  |  |
|                                         | Rudy Fabre       | FN - RBM        | 455   | 18,16  | 2  | 0 |  |  |
| Fleury-d'Aude Rassemblement Bleu Marine |                  |                 | 455   | 18,16  | 2  | 0 |  |  |
|                                         |                  |                 |       |        |    |   |  |  |
| Inscrits                                | Inscrits         | Inscrits        | 3 358 | 100,00 |    |   |  |  |
| Abstentions                             | Abstentions      | Abstentions     | 741   | 22,07  |    |   |  |  |
| Votants                                 | Votants          | Votants         | 2 617 | 77,93  |    |   |  |  |
| Blancs et nuls                          | Blancs et nuls   | Blancs et nuls  | 112   | 4,28   |    |   |  |  |
| Exprimés                                | Exprimés         | Exprimés        | 2 505 | 95,72  |    |   |  |  |
| * Liste du maire sortant                |                  |                 |       |        |    |   |  |  |

### Ginestas
- Maire sortant : Georges Combes (PCF)
- 15 sièges à pourvoir au conseil municipal (population légale 2011 : 1 362 habitants)
- 1 siège à pourvoir au conseil communautaire (CA Grand Narbonne)

|                          | Georges Combes * | DVG            | 528 | 100,00 | 15 | 1 |  |  |
| Ensemble Ginestas        |                  |                | 528 | 100,00 | 15 | 1 |  |  |
|                          |                  |                |     |        |    |   |  |  |
| Inscrits                 | Inscrits         | Inscrits       | 995 | 100,00 |    |   |  |  |
| Abstentions              | Abstentions      | Abstentions    | 296 | 29,75  |    |   |  |  |
| Votants                  | Votants          | Votants        | 699 | 70,25  |    |   |  |  |
| Blancs et nuls           | Blancs et nuls   | Blancs et nuls | 171 | 24,46  |    |   |  |  |
| Exprimés                 | Exprimés         | Exprimés       | 528 | 75,54  |    |   |  |  |
| * Liste du maire sortant |                  |                |     |        |    |   |  |  |

### Gruissan
- Maire sortant : Didier Codorniou (DVG)
- 27 sièges à pourvoir au conseil municipal (population légale 2011 : 4 644 habitants)
- 3 sièges à pourvoir au conseil communautaire (CA Grand Narbonne)

|                                    | Didier Codorniou * | PS - PCF - EELV | 2 558 | 76,56  | 24 | 3 |  |  |
| Gruissan bien vivre ensemble       |                    |                 | 2 558 | 76,56  | 24 | 3 |  |  |
|                                    | Arlette Deschamps  | FN - RBM        | 783   | 23,43  | 3  | 0 |  |  |
| Gruissan Rassemblement Bleu Marine |                    |                 | 783   | 23,43  | 3  | 0 |  |  |
|                                    |                    |                 |       |        |    |   |  |  |
| Inscrits                           | Inscrits           | Inscrits        | 4 611 | 100,00 |    |   |  |  |
| Abstentions                        | Abstentions        | Abstentions     | 1 077 | 23,36  |    |   |  |  |
| Votants                            | Votants            | Votants         | 3 534 | 76,64  |    |   |  |  |
| Blancs et nuls                     | Blancs et nuls     | Blancs et nuls  | 193   | 5,46   |    |   |  |  |
| Exprimés                           | Exprimés           | Exprimés        | 3 341 | 94,54  |    |   |  |  |
| * Liste du maire sortant           |                    |                 |       |        |    |   |  |  |

### La Palme
- Maire sortant : André Pla (SE)
- 19 sièges à pourvoir au conseil municipal (population légale 2011 : 1 552 habitants)
- 1 siège à pourvoir au conseil communautaire (CA Grand Narbonne)

|                 | Jean Paul Fauran | SE             | 620   | 62,62  | 16 | 1 |  |  |
| J'aime La Palme |                  |                | 620   | 62,62  | 16 | 1 |  |  |
|                 | Roger Valerio    | SE             | 370   | 37,37  | 3  | 0 |  |  |
| Vivre La Palme  |                  |                | 370   | 37,37  | 3  | 0 |  |  |
|                 |                  |                |       |        |    |   |  |  |
| Inscrits        | Inscrits         | Inscrits       | 1 308 | 100,00 |    |   |  |  |
| Abstentions     | Abstentions      | Abstentions    | 277   | 21,18  |    |   |  |  |
| Votants         | Votants          | Votants        | 1 031 | 78,82  |    |   |  |  |
| Blancs et nuls  | Blancs et nuls   | Blancs et nuls | 41    | 3,98   |    |   |  |  |
| Exprimés        | Exprimés         | Exprimés       | 990   | 96,02  |    |   |  |  |

### La Redorte
- Maire sortant : Pierre-Henri Ilhes (PS)
- 15 sièges à pourvoir au conseil municipal (population légale 2011 : 1 119 habitants)
- 1 siège à pourvoir au conseil communautaire (CA Carcassonne Agglo)

|                          | Pierre-Henri Ilhes * | PS             | 408 | 100,00 | 15 | 1 |  |  |
| La Redorte ensemble      |                      |                | 408 | 100,00 | 15 | 1 |  |  |
|                          |                      |                |     |        |    |   |  |  |
| Inscrits                 | Inscrits             | Inscrits       | 808 | 100,00 |    |   |  |  |
| Abstentions              | Abstentions          | Abstentions    | 278 | 34,41  |    |   |  |  |
| Votants                  | Votants              | Votants        | 530 | 65,59  |    |   |  |  |
| Blancs et nuls           | Blancs et nuls       | Blancs et nuls | 122 | 23,02  |    |   |  |  |
| Exprimés                 | Exprimés             | Exprimés       | 408 | 76,98  |    |   |  |  |
| * Liste du maire sortant |                      |                |     |        |    |   |  |  |

### Labastide-d'Anjou
- Maire sortant : Robert Gaubert (SE)
- 15 sièges à pourvoir au conseil municipal (population légale 2011 : 1 019 habitants)
- 2 sièges à pourvoir au conseil communautaire (CC Castelnaudary Lauragais Audois)

|                            | Nathalie Naccache | SE             | 431 | 71,95  | 13 | 2 |  |  |
| Alliance et avenir         |                   |                | 431 | 71,95  | 13 | 2 |  |  |
|                            | Jean-Claude Soual | SE             | 168 | 28,04  | 2  | 0 |  |  |
| Ensemble pour le renouveau |                   |                | 168 | 28,04  | 2  | 0 |  |  |
|                            |                   |                |     |        |    |   |  |  |
| Inscrits                   | Inscrits          | Inscrits       | 798 | 100,00 |    |   |  |  |
| Abstentions                | Abstentions       | Abstentions    | 170 | 21,30  |    |   |  |  |
| Votants                    | Votants           | Votants        | 628 | 78,70  |    |   |  |  |
| Blancs et nuls             | Blancs et nuls    | Blancs et nuls | 29  | 4,62   |    |   |  |  |
| Exprimés                   | Exprimés          | Exprimés       | 599 | 95,38  |    |   |  |  |

### Laure-Minervois
- Maire sortant : Jean Loubat (PS)
- 15 sièges à pourvoir au conseil municipal (population légale 2011 : 1 061 habitants)
- 1 siège à pourvoir au conseil communautaire (CA Carcassonne Agglo)

|                          | Jean Loubat *  | PS             | 381 | 100,00 | 15 | 1 |  |  |
| Laure pour tous          |                |                | 381 | 100,00 | 15 | 1 |  |  |
|                          |                |                |     |        |    |   |  |  |
| Inscrits                 | Inscrits       | Inscrits       | 830 | 100,00 |    |   |  |  |
| Abstentions              | Abstentions    | Abstentions    | 299 | 36,02  |    |   |  |  |
| Votants                  | Votants        | Votants        | 531 | 63,98  |    |   |  |  |
| Blancs et nuls           | Blancs et nuls | Blancs et nuls | 150 | 28,25  |    |   |  |  |
| Exprimés                 | Exprimés       | Exprimés       | 381 | 71,75  |    |   |  |  |
| * Liste du maire sortant |                |                |     |        |    |   |  |  |

### Lavalette
- Maire sortant : René Milhau (PS)
- 15 sièges à pourvoir au conseil municipal (population légale 2011 : 1 344 habitants)
- 2 sièges à pourvoir au conseil communautaire (CA Carcassonne Agglo)

|                                         | René Milhau *  | DVG            | 596   | 100,00 | 15 | 2 |  |  |
| Liste de défense des intérêts communaux |                |                | 596   | 100,00 | 15 | 2 |  |  |
|                                         |                |                |       |        |    |   |  |  |
| Inscrits                                | Inscrits       | Inscrits       | 1 067 | 100,00 |    |   |  |  |
| Abstentions                             | Abstentions    | Abstentions    | 411   | 38,52  |    |   |  |  |
| Votants                                 | Votants        | Votants        | 656   | 61,48  |    |   |  |  |
| Blancs et nuls                          | Blancs et nuls | Blancs et nuls | 60    | 9,15   |    |   |  |  |
| Exprimés                                | Exprimés       | Exprimés       | 596   | 90,85  |    |   |  |  |
| * Liste du maire sortant                |                |                |       |        |    |   |  |  |

### Leucate
- Maire sortant : Michel Py (UMP)
- 27 sièges à pourvoir au conseil municipal (population légale 2011 : 4 030 habitants)
- 2 sièges à pourvoir au conseil communautaire (CA Grand Narbonne)

| Tête de liste                     | Tête de liste             | Liste          | Premier tour | Premier tour | Second tour | Second tour | Sièges | Sièges |
| Tête de liste                     | Tête de liste             | Liste          | Voix         | %            | Voix        | %           | CM     | CC     |
| --------------------------------- | ------------------------- | -------------- | ------------ | ------------ | ----------- | ----------- | ------ | ------ |
|                                   | Michel Py *               | UMP            | 1 614        | 49,58        | 1 810       | 54,55       | 22     | 2      |
| Leucate renouveau 2014            |                           |                | 1 614        | 49,58        | 1 810       | 54,55       | 22     | 2      |
|                                   | Laure-Emmanuelle Philippe | FN - RBM       | 617          | 18,95        | 654         | 19,71       | 2      | 0      |
| Leucate Rassemblement Bleu Marine |                           |                | 617          | 18,95        | 654         | 19,71       | 2      | 0      |
|                                   | Alain Privat              | DVD            | 548          | 16,83        | 854         | 25,73       | 3      | 0      |
| Leucate pour tous                 |                           |                | 548          | 16,83        | 854         | 25,73       | 3      | 0      |
|                                   | Augustin Nasi             | DVG            | 476          | 14,62        |             |             |        |        |
| Leucate plurielle                 |                           |                | 476          | 14,62        |             |             |        |        |
|                                   |                           |                |              |              |             |             |        |        |
| Inscrits                          | Inscrits                  | Inscrits       | 4 544        | 100,00       | 4 547       | 100,00      |        |        |
| Abstentions                       | Abstentions               | Abstentions    | 1 180        | 25,97        | 1 127       | 24,79       |        |        |
| Votants                           | Votants                   | Votants        | 3 364        | 74,03        | 3 420       | 75,21       |        |        |
| Blancs et nuls                    | Blancs et nuls            | Blancs et nuls | 109          | 3,24         | 102         | 2,98        |        |        |
| Exprimés                          | Exprimés                  | Exprimés       | 3 255        | 96,76        | 3 318       | 97,02       |        |        |
| * Liste du maire sortant          |                           |                |              |              |             |             |        |        |

### Lézignan-Corbières
- Maire sortant : Michel Maïque (PS)
- 33 sièges à pourvoir au conseil municipal (population légale 2011 : 10 920 habitants)
- 27 sièges à pourvoir au conseil communautaire (CC Région Lézignanaise, Corbières et Minervois)

| Tête de liste                                                   | Tête de liste     | Liste           | Premier tour | Premier tour | Second tour | Second tour | Sièges | Sièges |
| Tête de liste                                                   | Tête de liste     | Liste           | Voix         | %            | Voix        | %           | CM     | CC     |
| --------------------------------------------------------------- | ----------------- | --------------- | ------------ | ------------ | ----------- | ----------- | ------ | ------ |
|                                                                 | Michel Maïque *   | PS - PCF - EELV | 2 357        | 49,41        | 2 726       | 56,25       | 26     | 22     |
| Lézignan gagnant - Liste de gauche - démocrates et républicains |                   |                 | 2 357        | 49,41        | 2 726       | 56,25       | 26     | 22     |
|                                                                 | Maximilien Faivre | FN - RBM        | 1 212        | 25,40        | 1 217       | 25,11       | 4      | 3      |
| Lézignan Rassemblement Bleu Marine                              |                   |                 | 1 212        | 25,40        | 1 217       | 25,11       | 4      | 3      |
|                                                                 | Didier Granat     | DVD             | 1 201        | 25,17        | 903         | 18,63       | 3      | 2      |
| Le renouveau de Lézignan-Corbières pour 2014                    |                   |                 | 1 201        | 25,17        | 903         | 18,63       | 3      | 2      |
|                                                                 |                   |                 |              |              |             |             |        |        |
| Inscrits                                                        | Inscrits          | Inscrits        | 7 213        | 100,00       | 7 213       | 100,00      |        |        |
| Abstentions                                                     | Abstentions       | Abstentions     | 2 200        | 30,50        | 2 126       | 29,47       |        |        |
| Votants                                                         | Votants           | Votants         | 5 013        | 69,50        | 5 087       | 70,53       |        |        |
| Blancs et nuls                                                  | Blancs et nuls    | Blancs et nuls  | 243          | 4,85         | 241         | 4,74        |        |        |
| Exprimés                                                        | Exprimés          | Exprimés        | 4 770        | 95,15        | 4 846       | 95,26       |        |        |
| * Liste du maire sortant                                        |                   |                 |              |              |             |             |        |        |

### Limoux
- Maire sortant : Jean-Paul Dupré (PS)
- 33 sièges à pourvoir au conseil municipal (population légale 2011 : 10 155 habitants)
- 26 sièges à pourvoir au conseil communautaire (CC du Limouxin)

|                          | Jean-Paul Dupré * | PS - PCF - EELV | 2 232 | 51,88  | 26 | 20 |  |  |
| Limoux pour tous         |                   |                 | 2 232 | 51,88  | 26 | 20 |  |  |
|                          | Pierre Bac        | DVD             | 1 581 | 36,75  | 6  | 5  |  |  |
| Limoux renouveau         |                   |                 | 1 581 | 36,75  | 6  | 5  |  |  |
|                          | Jean-Didier Carré | PG              | 489   | 11,36  | 1  | 1  |  |  |
| Limoux à gauche, enfin ! |                   |                 | 489   | 11,36  | 1  | 1  |  |  |
|                          |                   |                 |       |        |    |    |  |  |
| Inscrits                 | Inscrits          | Inscrits        | 6 589 | 100,00 |    |    |  |  |
| Abstentions              | Abstentions       | Abstentions     | 2 067 | 31,37  |    |    |  |  |
| Votants                  | Votants           | Votants         | 4 522 | 68,63  |    |    |  |  |
| Blancs et nuls           | Blancs et nuls    | Blancs et nuls  | 220   | 4,87   |    |    |  |  |
| Exprimés                 | Exprimés          | Exprimés        | 4 302 | 95,13  |    |    |  |  |
| * Liste du maire sortant |                   |                 |       |        |    |    |  |  |

### Luc-sur-Orbieu
- Maire sortant : Gilles Messeguer (DVD)
- 15 sièges à pourvoir au conseil municipal (population légale 2011 : 1 065 habitants)
- 2 sièges à pourvoir au conseil communautaire (CC Région Lézignanaise, Corbières et Minervois)

|                          | Gilles Messeguer * | DVD             | 451 | 69,38  | 13 | 2 |  |  |
| Mieux vivre ensemble     |                    |                 | 451 | 69,38  | 13 | 2 |  |  |
|                          | Alain Doutre       | PS - PCF - EELV | 199 | 30,61  | 2  | 0 |  |  |
| Luc à venir              |                    |                 | 199 | 30,61  | 2  | 0 |  |  |
|                          |                    |                 |     |        |    |   |  |  |
| Inscrits                 | Inscrits           | Inscrits        | 839 | 100,00 |    |   |  |  |
| Abstentions              | Abstentions        | Abstentions     | 144 | 17,16  |    |   |  |  |
| Votants                  | Votants            | Votants         | 695 | 82,84  |    |   |  |  |
| Blancs et nuls           | Blancs et nuls     | Blancs et nuls  | 45  | 6,47   |    |   |  |  |
| Exprimés                 | Exprimés           | Exprimés        | 650 | 93,53  |    |   |  |  |
| * Liste du maire sortant |                    |                 |     |        |    |   |  |  |

### Marcorignan
- Maire sortant : Aimé Laffon (DVG)
- 15 sièges à pourvoir au conseil municipal (population légale 2011 : 1 180 habitants)
- 1 siège à pourvoir au conseil communautaire (CA Grand Narbonne)

|                                                    | Aimé Laffon *  | PS - PCF - EELV | 470 | 100,00 | 15 | 1 |  |  |
| Pour Marcorignan avançons et construisons ensemble |                |                 | 470 | 100,00 | 15 | 1 |  |  |
|                                                    |                |                 |     |        |    |   |  |  |
| Inscrits                                           | Inscrits       | Inscrits        | 926 | 100,00 |    |   |  |  |
| Abstentions                                        | Abstentions    | Abstentions     | 318 | 34,34  |    |   |  |  |
| Votants                                            | Votants        | Votants         | 608 | 65,66  |    |   |  |  |
| Blancs et nuls                                     | Blancs et nuls | Blancs et nuls  | 138 | 22,70  |    |   |  |  |
| Exprimés                                           | Exprimés       | Exprimés        | 470 | 77,30  |    |   |  |  |
| * Liste du maire sortant                           |                |                 |     |        |    |   |  |  |

### Montréal
- Maire sortant : Christian Rebelle (PRG)
- 19 sièges à pourvoir au conseil municipal (population légale 2011 : 1 912 habitants)
- 6 sièges à pourvoir au conseil communautaire (CC Piège-Lauragais-Malepère)

|                          | Christian Rebelle * | DVG            | 602   | 100,00 | 19 | 6 |  |  |
| Montréal pour tous       |                     |                | 602   | 100,00 | 19 | 6 |  |  |
|                          |                     |                |       |        |    |   |  |  |
| Inscrits                 | Inscrits            | Inscrits       | 1 327 | 100,00 |    |   |  |  |
| Abstentions              | Abstentions         | Abstentions    | 479   | 36,10  |    |   |  |  |
| Votants                  | Votants             | Votants        | 848   | 63,90  |    |   |  |  |
| Blancs et nuls           | Blancs et nuls      | Blancs et nuls | 246   | 29,01  |    |   |  |  |
| Exprimés                 | Exprimés            | Exprimés       | 602   | 70,99  |    |   |  |  |
| * Liste du maire sortant |                     |                |       |        |    |   |  |  |

### Montredon-des-Corbières
- Maire sortant : Bernard Gea (PS)
- 15 sièges à pourvoir au conseil municipal (population légale 2011 : 1 377 habitants)
- 1 siège à pourvoir au conseil communautaire (CA Grand Narbonne)

| Tête de liste              | Tête de liste     | Liste          | Premier tour | Premier tour | Second tour | Second tour | Sièges | Sièges |
| Tête de liste              | Tête de liste     | Liste          | Voix         | %            | Voix        | %           | CM     | CC     |
| -------------------------- | ----------------- | -------------- | ------------ | ------------ | ----------- | ----------- | ------ | ------ |
|                            | Éric Mellet       | PS             | 374          | 43,43        | 437         | 52,65       | 12     | 1      |
| Vivre ensemble a Montredon |                   |                | 374          | 43,43        | 437         | 52,65       | 12     | 1      |
|                            | Nicole Marhuenda  | SE             | 256          | 29,73        | 393         | 47,34       | 3      | 0      |
| Tous pour Montredon        |                   |                | 256          | 29,73        | 393         | 47,34       | 3      | 0      |
|                            | Jean-Marc Jansana | DVG            | 231          | 26,82        |             |             |        |        |
| Démocratie à Montredon     |                   |                | 231          | 26,82        |             |             |        |        |
|                            |                   |                |              |              |             |             |        |        |
| Inscrits                   | Inscrits          | Inscrits       | 1 090        | 100,00       | 1 090       | 100,00      |        |        |
| Abstentions                | Abstentions       | Abstentions    | 209          | 19,17        | 218         | 20,00       |        |        |
| Votants                    | Votants           | Votants        | 881          | 80,83        | 872         | 80,00       |        |        |
| Blancs et nuls             | Blancs et nuls    | Blancs et nuls | 20           | 2,27         | 42          | 4,82        |        |        |
| Exprimés                   | Exprimés          | Exprimés       | 861          | 97,73        | 830         | 95,18       |        |        |

### Moussan
- Maire sortant : Jean-Paul Schembri (DVG)
- 19 sièges à pourvoir au conseil municipal (population légale 2011 : 1 813 habitants)
- 1 siège à pourvoir au conseil communautaire (CA Grand Narbonne)

|                          | Claude Codorniou     | PS             | 555   | 51,34  | 15 | 1 |  |  |
| Moussan avenir           |                      |                | 555   | 51,34  | 15 | 1 |  |  |
|                          | Jean-Paul Schembri * | DVG            | 526   | 48,65  | 4  | 0 |  |  |
| Moussan c'est avec vous  |                      |                | 526   | 48,65  | 4  | 0 |  |  |
|                          |                      |                |       |        |    |   |  |  |
| Inscrits                 | Inscrits             | Inscrits       | 1 376 | 100,00 |    |   |  |  |
| Abstentions              | Abstentions          | Abstentions    | 230   | 16,72  |    |   |  |  |
| Votants                  | Votants              | Votants        | 1 146 | 83,28  |    |   |  |  |
| Blancs et nuls           | Blancs et nuls       | Blancs et nuls | 65    | 5,67   |    |   |  |  |
| Exprimés                 | Exprimés             | Exprimés       | 1 081 | 94,33  |    |   |  |  |
| * Liste du maire sortant |                      |                |       |        |    |   |  |  |

### Narbonne
- Maire sortant : Jacques Bascou (PS)
- 45 sièges à pourvoir au conseil municipal (population légale 2011 : 51 546 habitants)
- 32 sièges à pourvoir au conseil communautaire (CA Grand Narbonne)

| Tête de liste                      | Tête de liste         | Liste          | Premier tour | Premier tour | Second tour | Second tour | Sièges | Sièges |
| Tête de liste                      | Tête de liste         | Liste          | Voix         | %            | Voix        | %           | CM     | CC     |
| ---------------------------------- | --------------------- | -------------- | ------------ | ------------ | ----------- | ----------- | ------ | ------ |
|                                    | Jacques Bascou *      | PS - EELV      | 7 668        | 33,66        | 10 486      | 43,82       | 10     | 7      |
| J'aime Narbonne                    |                       |                | 7 668        | 33,66        | 10 486      | 43,82       | 10     | 7      |
|                                    | Didier Mouly          | DVD            | 6 181        | 27,13        | 10 815      | 45,19       | 33     | 24     |
| Nouveau Narbonne 2014              |                       |                | 6 181        | 27,13        | 10 815      | 45,19       | 33     | 24     |
|                                    | Jean-Marc Péréa       | FN - RBM       | 3 255        | 14,29        | 2 628       | 10,98       | 2      | 1      |
| Narbonne Rassemblement Bleu Marine |                       |                | 3 255        | 14,29        | 2 628       | 10,98       | 2      | 1      |
|                                    | Frédéric Pinet        | UMP - UDI      | 2 484        | 10,90        |             |             |        |        |
| Un nouvel élan pour Narbonne       |                       |                | 2 484        | 10,90        |             |             |        |        |
|                                    | Jean-Pierre Maisterra | FG             | 1 621        | 7,11         |             |             |        |        |
| Narbonne à gauche                  |                       |                | 1 621        | 7,11         |             |             |        |        |
|                                    | Bruno Constantin      | DVD            | 1 568        | 6,88         |             |             |        |        |
| Narbonne, l'union en mouvement     |                       |                | 1 568        | 6,88         |             |             |        |        |
|                                    |                       |                |              |              |             |             |        |        |
| Inscrits                           | Inscrits              | Inscrits       | 38 073       | 100,00       | 38 102      | 100,00      |        |        |
| Abstentions                        | Abstentions           | Abstentions    | 14 364       | 37,73        | 12 725      | 33,40       |        |        |
| Votants                            | Votants               | Votants        | 23 709       | 62,27        | 25 377      | 66,60       |        |        |
| Blancs et nuls                     | Blancs et nuls        | Blancs et nuls | 932          | 3,93         | 1 448       | 5,71        |        |        |
| Exprimés                           | Exprimés              | Exprimés       | 22 777       | 96,07        | 23 929      | 94,29       |        |        |
| * Liste du maire sortant           |                       |                |              |              |             |             |        |        |

### Névian
- Maire sortant : Magali Vergnes (DVG)
- 15 sièges à pourvoir au conseil municipal (population légale 2011 : 1 301 habitants)
- 1 siège à pourvoir au conseil communautaire (CA Grand Narbonne)

|                          | Magali Vergnes * | PS             | 578   | 100,00 | 15 | 1 |  |  |
| Névian mon village       |                  |                | 578   | 100,00 | 15 | 1 |  |  |
|                          |                  |                |       |        |    |   |  |  |
| Inscrits                 | Inscrits         | Inscrits       | 1 015 | 100,00 |    |   |  |  |
| Abstentions              | Abstentions      | Abstentions    | 278   | 27,39  |    |   |  |  |
| Votants                  | Votants          | Votants        | 737   | 72,61  |    |   |  |  |
| Blancs et nuls           | Blancs et nuls   | Blancs et nuls | 159   | 21,57  |    |   |  |  |
| Exprimés                 | Exprimés         | Exprimés       | 578   | 78,43  |    |   |  |  |
| * Liste du maire sortant |                  |                |       |        |    |   |  |  |

### Ornaisons
- Maire sortant : Jackie Casty (PS)
- 15 sièges à pourvoir au conseil municipal (population légale 2011 : 1 243 habitants)
- 2 sièges à pourvoir au conseil communautaire (CC Région Lézignanaise, Corbières et Minervois)

|                        | Gilles Casty      | PS - PCF - EELV | 364 | 53,06  | 12 | 2 |  |  |
| Ornaisons horizon 2020 |                   |                 | 364 | 53,06  | 12 | 2 |  |  |
|                        | Bertrand Lesaffre | SE              | 322 | 46,93  | 3  | 0 |  |  |
| Mieux vivre Ornaisons  |                   |                 | 322 | 46,93  | 3  | 0 |  |  |
|                        |                   |                 |     |        |    |   |  |  |
| Inscrits               | Inscrits          | Inscrits        | 974 | 100,00 |    |   |  |  |
| Abstentions            | Abstentions       | Abstentions     | 217 | 22,28  |    |   |  |  |
| Votants                | Votants           | Votants         | 757 | 77,72  |    |   |  |  |
| Blancs et nuls         | Blancs et nuls    | Blancs et nuls  | 71  | 9,38   |    |   |  |  |
| Exprimés               | Exprimés          | Exprimés        | 686 | 90,62  |    |   |  |  |

### Ouveillan
- Maire sortant : Gérard Cribaillet (DVG)
- 19 sièges à pourvoir au conseil municipal (population légale 2011 : 2 323 habitants)
- 1 siège à pourvoir au conseil communautaire (CA Grand Narbonne)

| Tête de liste                 | Tête de liste              | Liste          | Premier tour | Premier tour | Second tour | Second tour | Sièges | Sièges |
| Tête de liste                 | Tête de liste              | Liste          | Voix         | %            | Voix        | %           | CM     | CC     |
| ----------------------------- | -------------------------- | -------------- | ------------ | ------------ | ----------- | ----------- | ------ | ------ |
|                               | Gérard Cribaillet *        | DVG            | 490          | 40,13        | 613         | 51,90       | 15     | 1      |
| Ensemble pour Ouveillan       |                            |                | 490          | 40,13        | 613         | 51,90       | 15     | 1      |
|                               | Pierre Philippe Callegarin | SE             | 360          | 29,48        | 568         | 48,09       | 4      | 0      |
| Un nouveau cap pour Ouveillan |                            |                | 360          | 29,48        | 568         | 48,09       | 4      | 0      |
|                               | Daniel Parra               | SE             | 371          | 30,38        |             |             |        |        |
| Ouveillan autrement           |                            |                | 371          | 30,38        |             |             |        |        |
|                               |                            |                |              |              |             |             |        |        |
| Inscrits                      | Inscrits                   | Inscrits       | 1 631        | 100,00       | 1 631       | 100,00      |        |        |
| Abstentions                   | Abstentions                | Abstentions    | 362          | 22,19        | 354         | 21,70       |        |        |
| Votants                       | Votants                    | Votants        | 1 269        | 77,81        | 1 277       | 78,30       |        |        |
| Blancs et nuls                | Blancs et nuls             | Blancs et nuls | 48           | 3,78         | 96          | 7,52        |        |        |
| Exprimés                      | Exprimés                   | Exprimés       | 1 221        | 96,22        | 1 181       | 92,48       |        |        |
| * Liste du maire sortant      |                            |                |              |              |             |             |        |        |

### Palaja
- Maire sortant : Alain Casellas (PS)
- 19 sièges à pourvoir au conseil municipal (population légale 2011 : 2 127 habitants)
- 2 sièges à pourvoir au conseil communautaire (CA Carcassonne Agglo)

| Tête de liste                | Tête de liste         | Liste          | Premier tour | Premier tour | Second tour | Second tour | Sièges | Sièges |
| Tête de liste                | Tête de liste         | Liste          | Voix         | %            | Voix        | %           | CM     | CC     |
| ---------------------------- | --------------------- | -------------- | ------------ | ------------ | ----------- | ----------- | ------ | ------ |
|                              | Paul Ramoneda         | DVG            | 571          | 41,70        | 797         | 66,52       | 16     | 2      |
| Palaja. une équipe pour tous |                       |                | 571          | 41,70        | 797         | 66,52       | 16     | 2      |
|                              | Jackie Leclair        | DVG            | 312          | 22,79        | 401         | 33,47       | 3      | 0      |
| Palaja un village d'avance   |                       |                | 312          | 22,79        | 401         | 33,47       | 3      | 0      |
|                              | Jacques Brunel Jourda | DVD            | 282          | 20,59        |             |             |        |        |
| Nouvel horizon palajanais    |                       |                | 282          | 20,59        |             |             |        |        |
|                              | Bernard Colin         | DVG            | 204          | 14,90        |             |             |        |        |
| Palaja à venir               |                       |                | 204          | 14,90        |             |             |        |        |
|                              |                       |                |              |              |             |             |        |        |
| Inscrits                     | Inscrits              | Inscrits       | 1 744        | 100,00       | 1 744       | 100,00      |        |        |
| Abstentions                  | Abstentions           | Abstentions    | 334          | 19,15        | 374         | 21,44       |        |        |
| Votants                      | Votants               | Votants        | 1 410        | 80,85        | 1 370       | 78,56       |        |        |
| Blancs et nuls               | Blancs et nuls        | Blancs et nuls | 41           | 2,91         | 172         | 12,55       |        |        |
| Exprimés                     | Exprimés              | Exprimés       | 1 369        | 97,09        | 1 198       | 87,45       |        |        |

### Pennautier
- Maire sortant : Christian Bourrel (DVD)
- 19 sièges à pourvoir au conseil municipal (population légale 2011 : 2 442 habitants)
- 3 sièges à pourvoir au conseil communautaire (CA Carcassonne Agglo)

|                              | Jacques Dimon  | SE             | 837   | 100,00 | 19 | 3 |  |  |
| Pennautier, réussir ensemble |                |                | 837   | 100,00 | 19 | 3 |  |  |
|                              |                |                |       |        |    |   |  |  |
| Inscrits                     | Inscrits       | Inscrits       | 1 755 | 100,00 |    |   |  |  |
| Abstentions                  | Abstentions    | Abstentions    | 677   | 38,58  |    |   |  |  |
| Votants                      | Votants        | Votants        | 1 078 | 61,42  |    |   |  |  |
| Blancs et nuls               | Blancs et nuls | Blancs et nuls | 241   | 22,36  |    |   |  |  |
| Exprimés                     | Exprimés       | Exprimés       | 837   | 77,64  |    |   |  |  |

### Pépieux
- Maire sortant : Pascal Vallière (PS)
- 15 sièges à pourvoir au conseil municipal (population légale 2011 : 1 004 habitants)
- 1 siège à pourvoir au conseil communautaire (CA Carcassonne Agglo)

|                          | Pascal Vallière * | PS             | 413 | 66,72  | 13 | 1 |  |  |
| Pépieux en avant         |                   |                | 413 | 66,72  | 13 | 1 |  |  |
|                          | Françoise Perrier | DVD            | 206 | 33,27  | 2  | 0 |  |  |
| Pépieux autrement        |                   |                | 206 | 33,27  | 2  | 0 |  |  |
|                          |                   |                |     |        |    |   |  |  |
| Inscrits                 | Inscrits          | Inscrits       | 751 | 100,00 |    |   |  |  |
| Abstentions              | Abstentions       | Abstentions    | 104 | 13,85  |    |   |  |  |
| Votants                  | Votants           | Votants        | 647 | 86,15  |    |   |  |  |
| Blancs et nuls           | Blancs et nuls    | Blancs et nuls | 28  | 4,33   |    |   |  |  |
| Exprimés                 | Exprimés          | Exprimés       | 619 | 95,67  |    |   |  |  |
| * Liste du maire sortant |                   |                |     |        |    |   |  |  |

### Pexiora
- Maire sortant : Serge Cazenave (DVG)
- 15 sièges à pourvoir au conseil municipal (population légale 2011 : 1 254 habitants)
- 3 sièges à pourvoir au conseil communautaire (CC Piège-Lauragais-Malepère)

|                          | Serge Cazenave * | SE             | 400 | 100,00 | 15 | 3 |  |  |
| Ensemble pour Pexiora    |                  |                | 400 | 100,00 | 15 | 3 |  |  |
|                          |                  |                |     |        |    |   |  |  |
| Inscrits                 | Inscrits         | Inscrits       | 839 | 100,00 |    |   |  |  |
| Abstentions              | Abstentions      | Abstentions    | 333 | 39,69  |    |   |  |  |
| Votants                  | Votants          | Votants        | 506 | 60,31  |    |   |  |  |
| Blancs et nuls           | Blancs et nuls   | Blancs et nuls | 106 | 20,95  |    |   |  |  |
| Exprimés                 | Exprimés         | Exprimés       | 400 | 79,05  |    |   |  |  |
| * Liste du maire sortant |                  |                |     |        |    |   |  |  |

### Peyriac-de-Mer
- Maire sortant : Jean-Marie Assens (SE)
- 15 sièges à pourvoir au conseil municipal (population légale 2011 : 1 049 habitants)
- 1 siège à pourvoir au conseil communautaire (CA Grand Narbonne)

| Tête de liste               | Tête de liste       | Liste          | Premier tour | Premier tour | Second tour | Second tour | Sièges | Sièges |
| Tête de liste               | Tête de liste       | Liste          | Voix         | %            | Voix        | %           | CM     | CC     |
| --------------------------- | ------------------- | -------------- | ------------ | ------------ | ----------- | ----------- | ------ | ------ |
|                             | Catherine Gouiry    | SE             | 336          | 46,09        | 428         | 54,04       | 12     | 1      |
| Horizon Peyriac             |                     |                | 336          | 46,09        | 428         | 54,04       | 12     | 1      |
|                             | Jean-Marie Assens * | SE             | 321          | 44,03        | 364         | 45,95       | 3      | 0      |
| Peyriac à venir             |                     |                | 321          | 44,03        | 364         | 45,95       | 3      | 0      |
|                             | Gérard Allaire      | PS             | 72           | 9,87         |             |             |        |        |
| Avec et pour les peyriacois |                     |                | 72           | 9,87         |             |             |        |        |
|                             |                     |                |              |              |             |             |        |        |
| Inscrits                    | Inscrits            | Inscrits       | 928          | 100,00       | 928         | 100,00      |        |        |
| Abstentions                 | Abstentions         | Abstentions    | 171          | 18,43        | 118         | 12,72       |        |        |
| Votants                     | Votants             | Votants        | 757          | 81,57        | 810         | 87,28       |        |        |
| Blancs et nuls              | Blancs et nuls      | Blancs et nuls | 28           | 3,70         | 18          | 2,22        |        |        |
| Exprimés                    | Exprimés            | Exprimés       | 729          | 96,30        | 792         | 97,78       |        |        |
| * Liste du maire sortant    |                     |                |              |              |             |             |        |        |

### Peyriac-Minervois
- Maire sortant : Jacques Micheau (PS)
- 15 sièges à pourvoir au conseil municipal (population légale 2011 : 1 100 habitants)
- 1 siège à pourvoir au conseil communautaire (CA Carcassonne Agglo)

|                       | Denise Gils    | PS             | 360 | 100,00 | 15 | 1 |  |  |
| Ensemble pour Peyriac |                |                | 360 | 100,00 | 15 | 1 |  |  |
|                       |                |                |     |        |    |   |  |  |
| Inscrits              | Inscrits       | Inscrits       | 879 | 100,00 |    |   |  |  |
| Abstentions           | Abstentions    | Abstentions    | 310 | 35,27  |    |   |  |  |
| Votants               | Votants        | Votants        | 569 | 64,73  |    |   |  |  |
| Blancs et nuls        | Blancs et nuls | Blancs et nuls | 209 | 36,73  |    |   |  |  |
| Exprimés              | Exprimés       | Exprimés       | 360 | 63,27  |    |   |  |  |

### Pezens
- Maire sortant : Jean-Pierre Botsen (MoDem)
- 15 sièges à pourvoir au conseil municipal (population légale 2011 : 1 344 habitants)
- 2 sièges à pourvoir au conseil communautaire (CA Carcassonne Agglo)

|                                      | Philippe Fau         | SE             | 500   | 59,24  | 12 | 2 |  |  |
| Pezens pour tous                     |                      |                | 500   | 59,24  | 12 | 2 |  |  |
|                                      | Jean-Pierre Botsen * | SE             | 344   | 40,75  | 3  | 0 |  |  |
| Dans l'action ensemble vers l'avenir |                      |                | 344   | 40,75  | 3  | 0 |  |  |
|                                      |                      |                |       |        |    |   |  |  |
| Inscrits                             | Inscrits             | Inscrits       | 1 078 | 100,00 |    |   |  |  |
| Abstentions                          | Abstentions          | Abstentions    | 177   | 16,42  |    |   |  |  |
| Votants                              | Votants              | Votants        | 901   | 83,58  |    |   |  |  |
| Blancs et nuls                       | Blancs et nuls       | Blancs et nuls | 57    | 6,33   |    |   |  |  |
| Exprimés                             | Exprimés             | Exprimés       | 844   | 93,67  |    |   |  |  |
| * Liste du maire sortant             |                      |                |       |        |    |   |  |  |

- Maire élu : Philippe Fau (SE)

### Portel-des-Corbières
- Maire sortant : Roger Brunel (DVG)
- 15 sièges à pourvoir au conseil municipal (population légale 2011 : 1 229 habitants)
- 1 siège à pourvoir au conseil communautaire (CA Grand Narbonne)

|                          | Roger Brunel * | PS             | 378 | 51,70  | 12 | 1 |  |  |
| Ensemble continuons      |                |                | 378 | 51,70  | 12 | 1 |  |  |
|                          | Fabrice Péréa  | SE             | 353 | 48,29  | 3  | 0 |  |  |
| Portel dynamique         |                |                | 353 | 48,29  | 3  | 0 |  |  |
|                          |                |                |     |        |    |   |  |  |
| Inscrits                 | Inscrits       | Inscrits       | 925 | 100,00 |    |   |  |  |
| Abstentions              | Abstentions    | Abstentions    | 157 | 16,97  |    |   |  |  |
| Votants                  | Votants        | Votants        | 768 | 83,03  |    |   |  |  |
| Blancs et nuls           | Blancs et nuls | Blancs et nuls | 37  | 4,82   |    |   |  |  |
| Exprimés                 | Exprimés       | Exprimés       | 731 | 95,18  |    |   |  |  |
| * Liste du maire sortant |                |                |     |        |    |   |  |  |

### Port-la-Nouvelle
- Maire sortant : Henri Martin (UMP)
- 29 sièges à pourvoir au conseil municipal (population légale 2011 : 5 682 habitants)
- 3 sièges à pourvoir au conseil communautaire (CA Grand Narbonne)

|                                        | Henri Martin * | DVD             | 2 241 | 71,30  | 25 | 3 |  |  |
| Henri Martin ensemble allons plus loin |                |                 | 2 241 | 71,30  | 25 | 3 |  |  |
|                                        | Lydie Passemar | PS - PCF - EELV | 902   | 28,69  | 4  | 0 |  |  |
| Nouveau cap pour Port-la-Nouvelle      |                |                 | 902   | 28,69  | 4  | 0 |  |  |
|                                        |                |                 |       |        |    |   |  |  |
| Inscrits                               | Inscrits       | Inscrits        | 4 650 | 100,00 |    |   |  |  |
| Abstentions                            | Abstentions    | Abstentions     | 1 241 | 26,69  |    |   |  |  |
| Votants                                | Votants        | Votants         | 3 409 | 73,31  |    |   |  |  |
| Blancs et nuls                         | Blancs et nuls | Blancs et nuls  | 266   | 7,80   |    |   |  |  |
| Exprimés                               | Exprimés       | Exprimés        | 3 143 | 92,20  |    |   |  |  |
| * Liste du maire sortant               |                |                 |       |        |    |   |  |  |

### Puichéric
- Maire sortant : Marc Dormières (SE)
- 15 sièges à pourvoir au conseil municipal (population légale 2011 : 1 091 habitants)
- 1 siège à pourvoir au conseil communautaire (CA Carcassonne Agglo)

|                          | Marc Dormières * | SE             | 431 | 100,00 | 15 | 1 |  |  |
| Puichéric pour tous      |                  |                | 431 | 100,00 | 15 | 1 |  |  |
|                          |                  |                |     |        |    |   |  |  |
| Inscrits                 | Inscrits         | Inscrits       | 848 | 100,00 |    |   |  |  |
| Abstentions              | Abstentions      | Abstentions    | 240 | 28,30  |    |   |  |  |
| Votants                  | Votants          | Votants        | 608 | 71,70  |    |   |  |  |
| Blancs et nuls           | Blancs et nuls   | Blancs et nuls | 177 | 29,11  |    |   |  |  |
| Exprimés                 | Exprimés         | Exprimés       | 431 | 70,89  |    |   |  |  |
| * Liste du maire sortant |                  |                |     |        |    |   |  |  |

### Quillan
- Maire sortant : Maurice Aragou (PS)
- 23 sièges à pourvoir au conseil municipal (population légale 2011 : 3 249 habitants)
- 12 sièges à pourvoir au conseil communautaire (CC des Pyrénées Audoises)

| Tête de liste                      | Tête de liste      | Liste          | Premier tour | Premier tour | Second tour | Second tour | Sièges | Sièges |
| Tête de liste                      | Tête de liste      | Liste          | Voix         | %            | Voix        | %           | CM     | CC     |
| ---------------------------------- | ------------------ | -------------- | ------------ | ------------ | ----------- | ----------- | ------ | ------ |
|                                    | Pierre Castel      | SE             | 742          | 39,17        | 957         | 47,68       | 17     | 9      |
| Tous pour Quillan                  |                    |                | 742          | 39,17        | 957         | 47,68       | 17     | 9      |
|                                    | Christian Maugard  | SE             | 672          | 35,48        | 799         | 39,81       | 5      | 3      |
| Ensemble une force pour Quillan    |                    |                | 672          | 35,48        | 799         | 39,81       | 5      | 3      |
|                                    | Mohammed El Habchi | SE             | 322          | 17,00        | 251         | 12,50       | 1      | 0      |
| Quillan... un nouveau souffle      |                    |                | 322          | 17,00        | 251         | 12,50       | 1      | 0      |
|                                    | Nadine L'hénoret   | FG             | 158          | 8,34         |             |             |        |        |
| Liste Front de gauche et citoyenne |                    |                | 158          | 8,34         |             |             |        |        |
|                                    |                    |                |              |              |             |             |        |        |
| Inscrits                           | Inscrits           | Inscrits       | 2 555        | 100,00       | 2 555       | 100,00      |        |        |
| Abstentions                        | Abstentions        | Abstentions    | 582          | 22,78        | 486         | 19,02       |        |        |
| Votants                            | Votants            | Votants        | 1 973        | 77,22        | 2 069       | 80,98       |        |        |
| Blancs et nuls                     | Blancs et nuls     | Blancs et nuls | 79           | 4,00         | 62          | 3,00        |        |        |
| Exprimés                           | Exprimés           | Exprimés       | 1 894        | 96,00        | 2 007       | 97,00       |        |        |

### Rieux-Minervois
- Maire sortant : Pierre Destrem (UMP)
- 19 sièges à pourvoir au conseil municipal (population légale 2011 : 2 016 habitants)
- 2 sièges à pourvoir au conseil communautaire (CA Carcassonne Agglo)

|                          | Pierre Destrem *   | UMP            | 650   | 63,29  | 16 | 2 |  |  |
| Rieux pour tous          |                    |                | 650   | 63,29  | 16 | 2 |  |  |
|                          | Alain Destainville | DVG            | 377   | 36,70  | 3  | 0 |  |  |
| Rieux pour un renouveau  |                    |                | 377   | 36,70  | 3  | 0 |  |  |
|                          |                    |                |       |        |    |   |  |  |
| Inscrits                 | Inscrits           | Inscrits       | 1 486 | 100,00 |    |   |  |  |
| Abstentions              | Abstentions        | Abstentions    | 397   | 26,72  |    |   |  |  |
| Votants                  | Votants            | Votants        | 1 089 | 73,28  |    |   |  |  |
| Blancs et nuls           | Blancs et nuls     | Blancs et nuls | 62    | 5,69   |    |   |  |  |
| Exprimés                 | Exprimés           | Exprimés       | 1 027 | 94,31  |    |   |  |  |
| * Liste du maire sortant |                    |                |       |        |    |   |  |  |

### Saint-André-de-Roquelongue
- Maire sortant : Roger Dupuy (PS)
- 15 sièges à pourvoir au conseil municipal (population légale 2011 : 1 183 habitants)
- 2 sièges à pourvoir au conseil communautaire (CC Région Lézignanaise, Corbières et Minervois)

|                                         | Jean-Michel Folch | PS             | 490   | 60,94  | 12 | 2 |  |  |
| Bien vivre à Saint-André-de-Roquelongue |                   |                | 490   | 60,94  | 12 | 2 |  |  |
|                                         | Sandrine Zérouak  | SE             | 314   | 39,05  | 3  | 0 |  |  |
| Saint-André autrement                   |                   |                | 314   | 39,05  | 3  | 0 |  |  |
|                                         |                   |                |       |        |    |   |  |  |
| Inscrits                                | Inscrits          | Inscrits       | 1 033 | 100,00 |    |   |  |  |
| Abstentions                             | Abstentions       | Abstentions    | 196   | 18,97  |    |   |  |  |
| Votants                                 | Votants           | Votants        | 837   | 81,03  |    |   |  |  |
| Blancs et nuls                          | Blancs et nuls    | Blancs et nuls | 33    | 3,94   |    |   |  |  |
| Exprimés                                | Exprimés          | Exprimés       | 804   | 96,06  |    |   |  |  |

### Saint-Marcel-sur-Aude
- Maire sortant : Guillaume Héras (DVG)
- 19 sièges à pourvoir au conseil municipal (population légale 2011 : 1 668 habitants)
- 1 siège à pourvoir au conseil communautaire (CA Grand Narbonne)

|                                 | Guillaume Héras * | DVG            | 757   | 79,43  | 17 | 1 |  |  |
| Au cœur de notre village        |                   |                | 757   | 79,43  | 17 | 1 |  |  |
|                                 | Joaquin Marin     | SE             | 196   | 20,56  | 2  | 0 |  |  |
| Rassemblement pour Saint-Marcel |                   |                | 196   | 20,56  | 2  | 0 |  |  |
|                                 |                   |                |       |        |    |   |  |  |
| Inscrits                        | Inscrits          | Inscrits       | 1 233 | 100,00 |    |   |  |  |
| Abstentions                     | Abstentions       | Abstentions    | 232   | 18,82  |    |   |  |  |
| Votants                         | Votants           | Votants        | 1 001 | 81,18  |    |   |  |  |
| Blancs et nuls                  | Blancs et nuls    | Blancs et nuls | 48    | 4,80   |    |   |  |  |
| Exprimés                        | Exprimés          | Exprimés       | 953   | 95,20  |    |   |  |  |
| * Liste du maire sortant        |                   |                |       |        |    |   |  |  |

### Saint-Martin-Lalande
- Maire sortant : Guy Bondouy (DVG)
- 15 sièges à pourvoir au conseil municipal (population légale 2011 : 1 092 habitants)
- 2 sièges à pourvoir au conseil communautaire (CC Castelnaudary Lauragais Audois)

|                                    | Guy Bondouy *    | DVG            | 381 | 61,45  | 12 | 2 |  |  |
| Agissons tous ensemble pour demain |                  |                | 381 | 61,45  | 12 | 2 |  |  |
|                                    | Séverine Escribe | SE             | 239 | 38,54  | 3  | 0 |  |  |
| Autrement                          |                  |                | 239 | 38,54  | 3  | 0 |  |  |
|                                    |                  |                |     |        |    |   |  |  |
| Inscrits                           | Inscrits         | Inscrits       | 768 | 100,00 |    |   |  |  |
| Abstentions                        | Abstentions      | Abstentions    | 124 | 16,15  |    |   |  |  |
| Votants                            | Votants          | Votants        | 644 | 83,85  |    |   |  |  |
| Blancs et nuls                     | Blancs et nuls   | Blancs et nuls | 24  | 3,73   |    |   |  |  |
| Exprimés                           | Exprimés         | Exprimés       | 620 | 96,27  |    |   |  |  |
| * Liste du maire sortant           |                  |                |     |        |    |   |  |  |

### Saint-Nazaire-d'Aude
- Maire sortant : Yves Hélaine (DVD)
- 19 sièges à pourvoir au conseil municipal (population légale 2011 : 1 842 habitants)
- 1 siège à pourvoir au conseil communautaire (CA Grand Narbonne)

|                                                              | Yves Hélaine * | DVD            | 527   | 51,51  | 15 | 1 |  |  |
| Saint-Nazaire Le Somail : unis pour l'avenir                 |                |                | 527   | 51,51  | 15 | 1 |  |  |
|                                                              | Henri Bourgès  | DVG            | 496   | 48,48  | 4  | 0 |  |  |
| Saint-Nazaire le Somail autrement démocratie et transparence |                |                | 496   | 48,48  | 4  | 0 |  |  |
|                                                              |                |                |       |        |    |   |  |  |
| Inscrits                                                     | Inscrits       | Inscrits       | 1 380 | 100,00 |    |   |  |  |
| Abstentions                                                  | Abstentions    | Abstentions    | 289   | 20,94  |    |   |  |  |
| Votants                                                      | Votants        | Votants        | 1 091 | 79,06  |    |   |  |  |
| Blancs et nuls                                               | Blancs et nuls | Blancs et nuls | 68    | 6,23   |    |   |  |  |
| Exprimés                                                     | Exprimés       | Exprimés       | 1 023 | 93,77  |    |   |  |  |
| * Liste du maire sortant                                     |                |                |       |        |    |   |  |  |

### Sallèles-d'Aude
- Maire sortant : Yves Bastie (PS)
- 23 sièges à pourvoir au conseil municipal (population légale 2011 : 2 722 habitants)
- 1 siège à pourvoir au conseil communautaire (CA Grand Narbonne)

|                               | Yves Bastie *  | DVG            | 901   | 56,34  | 18 | 1 |  |  |
| Sallèles horizon              |                |                | 901   | 56,34  | 18 | 1 |  |  |
|                               | Danielle Dura  | DVG            | 698   | 43,65  | 5  | 0 |  |  |
| Pour Sallèles. un nouvel élan |                |                | 698   | 43,65  | 5  | 0 |  |  |
|                               |                |                |       |        |    |   |  |  |
| Inscrits                      | Inscrits       | Inscrits       | 1 968 | 100,00 |    |   |  |  |
| Abstentions                   | Abstentions    | Abstentions    | 305   | 15,50  |    |   |  |  |
| Votants                       | Votants        | Votants        | 1 663 | 84,50  |    |   |  |  |
| Blancs et nuls                | Blancs et nuls | Blancs et nuls | 64    | 3,85   |    |   |  |  |
| Exprimés                      | Exprimés       | Exprimés       | 1 599 | 96,15  |    |   |  |  |
| * Liste du maire sortant      |                |                |       |        |    |   |  |  |

### Salles-d'Aude
- Maire sortant : Jean-Luc Rivel (PS)
- 23 sièges à pourvoir au conseil municipal (population légale 2011 : 2 983 habitants)
- 1 siège à pourvoir au conseil communautaire (CA Grand Narbonne)

| Tête de liste                             | Tête de liste    | Liste          | Premier tour | Premier tour | Second tour | Second tour | Sièges | Sièges |
| Tête de liste                             | Tête de liste    | Liste          | Voix         | %            | Voix        | %           | CM     | CC     |
| ----------------------------------------- | ---------------- | -------------- | ------------ | ------------ | ----------- | ----------- | ------ | ------ |
|                                           | Jean-Luc Rivel * | SE             | 765          | 45,13        | 846         | 48,42       | 18     | 1      |
| Salles-d'Aude. une passion. un engagement |                  |                | 765          | 45,13        | 846         | 48,42       | 18     | 1      |
|                                           | Michel Bui       | DVD            | 521          | 30,73        | 559         | 31,99       | 3      | 0      |
| L'esprit d'équipe                         |                  |                | 521          | 30,73        | 559         | 31,99       | 3      | 0      |
|                                           | Alain Caraguel   | PS             | 409          | 24,12        | 342         | 19,57       | 2      | 0      |
| Avenir sallois                            |                  |                | 409          | 24,12        | 342         | 19,57       | 2      | 0      |
|                                           |                  |                |              |              |             |             |        |        |
| Inscrits                                  | Inscrits         | Inscrits       | 2 377        | 100,00       | 2 377       | 100,00      |        |        |
| Abstentions                               | Abstentions      | Abstentions    | 593          | 24,95        | 584         | 24,57       |        |        |
| Votants                                   | Votants          | Votants        | 1 784        | 75,05        | 1 793       | 75,43       |        |        |
| Blancs et nuls                            | Blancs et nuls   | Blancs et nuls | 89           | 4,99         | 46          | 2,57        |        |        |
| Exprimés                                  | Exprimés         | Exprimés       | 1 695        | 95,01        | 1 747       | 97,43       |        |        |
| * Liste du maire sortant                  |                  |                |              |              |             |             |        |        |

### Sigean
- Maire sortant : Jean-Pierre Cires (DVG)
- 29 sièges à pourvoir au conseil municipal (population légale 2011 : 5 426 habitants)
- 3 sièges à pourvoir au conseil communautaire (CA Grand Narbonne)

| Tête de liste                      | Tête de liste       | Liste          | Premier tour | Premier tour | Second tour | Second tour | Sièges | Sièges |
| Tête de liste                      | Tête de liste       | Liste          | Voix         | %            | Voix        | %           | CM     | CC     |
| ---------------------------------- | ------------------- | -------------- | ------------ | ------------ | ----------- | ----------- | ------ | ------ |
|                                    | Michel Jammes       | DVD            | 1 249        | 40,68        | 1 649       | 52,06       | 23     | 2      |
| Rassemblés pour un Sigean d'avance |                     |                | 1 249        | 40,68        | 1 649       | 52,06       | 23     | 2      |
|                                    | Serge Lallemand     | DVD            | 696          | 22,67        | 928         | 29,30       | 4      | 1      |
| Sigean d'abord                     |                     |                | 696          | 22,67        | 928         | 29,30       | 4      | 1      |
|                                    | Jean-Pierre Cires * | PS             | 680          | 22,14        | 590         | 18,62       | 2      | 0      |
| Ensemble pour l'avenir de Sigean   |                     |                | 680          | 22,14        | 590         | 18,62       | 2      | 0      |
|                                    | Claude Poncet       | DVG            | 445          | 14,49        |             |             |        |        |
| Sigean en mouvement 2014           |                     |                | 445          | 14,49        |             |             |        |        |
|                                    |                     |                |              |              |             |             |        |        |
| Inscrits                           | Inscrits            | Inscrits       | 4 414        | 100,00       | 4 414       | 100,00      |        |        |
| Abstentions                        | Abstentions         | Abstentions    | 1 220        | 27,64        | 1 157       | 26,21       |        |        |
| Votants                            | Votants             | Votants        | 3 194        | 72,36        | 3 257       | 73,79       |        |        |
| Blancs et nuls                     | Blancs et nuls      | Blancs et nuls | 124          | 3,88         | 90          | 2,76        |        |        |
| Exprimés                           | Exprimés            | Exprimés       | 3 070        | 96,12        | 3 167       | 97,24       |        |        |
| * Liste du maire sortant           |                     |                |              |              |             |             |        |        |

### Trèbes
- Maire sortant : Claude Banis (DVD)
- 29 sièges à pourvoir au conseil municipal (population légale 2011 : 5 305 habitants)
- 5 sièges à pourvoir au conseil communautaire (CA Carcassonne Agglo)

| Tête de liste                    | Tête de liste      | Liste           | Premier tour | Premier tour | Second tour | Second tour | Sièges | Sièges |
| Tête de liste                    | Tête de liste      | Liste           | Voix         | %            | Voix        | %           | CM     | CC     |
| -------------------------------- | ------------------ | --------------- | ------------ | ------------ | ----------- | ----------- | ------ | ------ |
|                                  | Éric Menassi       | PS - PCF - EELV | 1 026        | 33,08        | 1 252       | 39,25       | 21     | 4      |
| Vraiment Trèbes                  |                    |                 | 1 026        | 33,08        | 1 252       | 39,25       | 21     | 4      |
|                                  | Sébastien Ribéra   | DVG             | 686          | 22,12        | 1 192       | 37,37       | 5      | 1      |
| Unir et agir pour Trèbes         |                    |                 | 686          | 22,12        | 1 192       | 37,37       | 5      | 1      |
|                                  | Christophe Barthès | FN - RBM        | 684          | 22,05        | 745         | 23,36       | 3      | 0      |
| Trèbes Rassemblement Bleu Marine |                    |                 | 684          | 22,05        | 745         | 23,36       | 3      | 0      |
|                                  | Franck Alberti     | DVD             | 533          | 17,18        |             |             |        |        |
| Ensemble, plus loin              |                    |                 | 533          | 17,18        |             |             |        |        |
|                                  | Denis Navals       | DVD             | 172          | 5,54         |             |             |        |        |
| Ensemble                         |                    |                 | 172          | 5,54         |             |             |        |        |
|                                  |                    |                 |              |              |             |             |        |        |
| Inscrits                         | Inscrits           | Inscrits        | 4 209        | 100,00       | 4 207       | 100,00      |        |        |
| Abstentions                      | Abstentions        | Abstentions     | 1 035        | 24,59        | 920         | 21,87       |        |        |
| Votants                          | Votants            | Votants         | 3 174        | 75,41        | 3 287       | 78,13       |        |        |
| Blancs et nuls                   | Blancs et nuls     | Blancs et nuls  | 73           | 2,30         | 98          | 2,98        |        |        |
| Exprimés                         | Exprimés           | Exprimés        | 3 101        | 97,70        | 3 189       | 97,02       |        |        |

### Villasavary
- Maire sortant : Jacques Danjou (PS)
- 15 sièges à pourvoir au conseil municipal (population légale 2011 : 1 221 habitants)
- 3 sièges à pourvoir au conseil communautaire (CC Piège-Lauragais-Malepère)

|                                      | Jacques Danjou * | DVG            | 412 | 100,00 | 15 | 3 |  |  |
| Groupe union force action municipale |                  |                | 412 | 100,00 | 15 | 3 |  |  |
|                                      |                  |                |     |        |    |   |  |  |
| Inscrits                             | Inscrits         | Inscrits       | 853 | 100,00 |    |   |  |  |
| Abstentions                          | Abstentions      | Abstentions    | 255 | 29,89  |    |   |  |  |
| Votants                              | Votants          | Votants        | 598 | 70,11  |    |   |  |  |
| Blancs et nuls                       | Blancs et nuls   | Blancs et nuls | 186 | 31,10  |    |   |  |  |
| Exprimés                             | Exprimés         | Exprimés       | 412 | 68,90  |    |   |  |  |
| * Liste du maire sortant             |                  |                |     |        |    |   |  |  |

### Villegailhenc
- Maire sortant : Michel Proust (DVG)
- 19 sièges à pourvoir au conseil municipal (population légale 2011 : 1 649 habitants)
- 2 sièges à pourvoir au conseil communautaire (CA Carcassonne Agglo)

|                               | Michel Proust * | PS             | 730   | 100,00 | 19 | 2 |  |  |
| Continuons pour Villegailhenc |                 |                | 730   | 100,00 | 19 | 2 |  |  |
|                               |                 |                |       |        |    |   |  |  |
| Inscrits                      | Inscrits        | Inscrits       | 1 190 | 100,00 |    |   |  |  |
| Abstentions                   | Abstentions     | Abstentions    | 348   | 29,24  |    |   |  |  |
| Votants                       | Votants         | Votants        | 842   | 70,76  |    |   |  |  |
| Blancs et nuls                | Blancs et nuls  | Blancs et nuls | 112   | 13,30  |    |   |  |  |
| Exprimés                      | Exprimés        | Exprimés       | 730   | 86,70  |    |   |  |  |
| * Liste du maire sortant      |                 |                |       |        |    |   |  |  |

### Villegly
- Maire sortant : Alain Marty (DVG)
- 15 sièges à pourvoir au conseil municipal (population légale 2011 : 1 062 habitants)
- 1 siège à pourvoir au conseil communautaire (CA Carcassonne Agglo)

|                          | Alain Marty *  | DVG            | 509 | 100,00 | 15 | 1 |  |  |
| Avec et pour Villegly    |                |                | 509 | 100,00 | 15 | 1 |  |  |
|                          |                |                |     |        |    |   |  |  |
| Inscrits                 | Inscrits       | Inscrits       | 814 | 100,00 |    |   |  |  |
| Abstentions              | Abstentions    | Abstentions    | 230 | 28,26  |    |   |  |  |
| Votants                  | Votants        | Votants        | 584 | 71,74  |    |   |  |  |
| Blancs et nuls           | Blancs et nuls | Blancs et nuls | 75  | 12,84  |    |   |  |  |
| Exprimés                 | Exprimés       | Exprimés       | 509 | 87,16  |    |   |  |  |
| * Liste du maire sortant |                |                |     |        |    |   |  |  |

### Villemoustaussou
- Maire sortant : Christian Raynaud (PS)
- 27 sièges à pourvoir au conseil municipal (population légale 2011 : 3 710 habitants)
- 3 sièges à pourvoir au conseil communautaire (CA Carcassonne Agglo)

|                                       | Christian Raynaud * | PS             | 1 305 | 62,98  | 22 | 2 |  |  |
| Villemoustaussou avec vous            |                     |                | 1 305 | 62,98  | 22 | 2 |  |  |
|                                       | Maurice Pellegrini  | DVD            | 767   | 37,01  | 5  | 1 |  |  |
| Villemoustaussou le choix du bon sens |                     |                | 767   | 37,01  | 5  | 1 |  |  |
|                                       |                     |                |       |        |    |   |  |  |
| Inscrits                              | Inscrits            | Inscrits       | 2 954 | 100,00 |    |   |  |  |
| Abstentions                           | Abstentions         | Abstentions    | 743   | 25,15  |    |   |  |  |
| Votants                               | Votants             | Votants        | 2 211 | 74,85  |    |   |  |  |
| Blancs et nuls                        | Blancs et nuls      | Blancs et nuls | 139   | 6,29   |    |   |  |  |
| Exprimés                              | Exprimés            | Exprimés       | 2 072 | 93,71  |    |   |  |  |
| * Liste du maire sortant              |                     |                |       |        |    |   |  |  |

### Villeneuve-la-Comptal
- Maire sortant : Bernadette Studer (DVD)
- 15 sièges à pourvoir au conseil municipal (population légale 2011 : 1 231 habitants)
- 2 sièges à pourvoir au conseil communautaire (CC Castelnaudary Lauragais Audois)

|                                                 | Bernadette Studer * | SE             | 339 | 50,97  | 12 | 2 |  |  |
| Une équipe solidaire pour Villeneuve-la-Comptal |                     |                | 339 | 50,97  | 12 | 2 |  |  |
|                                                 | Stéphane Pattier    | DVD            | 326 | 49,02  | 3  | 0 |  |  |
| Volonté et ambition villenovienne               |                     |                | 326 | 49,02  | 3  | 0 |  |  |
|                                                 |                     |                |     |        |    |   |  |  |
| Inscrits                                        | Inscrits            | Inscrits       | 853 | 100,00 |    |   |  |  |
| Abstentions                                     | Abstentions         | Abstentions    | 152 | 17,82  |    |   |  |  |
| Votants                                         | Votants             | Votants        | 701 | 82,18  |    |   |  |  |
| Blancs et nuls                                  | Blancs et nuls      | Blancs et nuls | 36  | 5,14   |    |   |  |  |
| Exprimés                                        | Exprimés            | Exprimés       | 665 | 94,86  |    |   |  |  |
| * Liste du maire sortant                        |                     |                |     |        |    |   |  |  |

### Villeneuve-Minervois
- Maire sortant : Alain Ginies (PS)
- 15 sièges à pourvoir au conseil municipal (population légale 2011 : 1 053 habitants)
- 1 siège à pourvoir au conseil communautaire (CA Carcassonne Agglo)

|                            | Alain Ginies *  | DVG            | 443 | 73,46  | 13 | 1 |  |  |
| Une équipe pour Villeneuve |                 |                | 443 | 73,46  | 13 | 1 |  |  |
|                            | Robert Charneau | DVG            | 160 | 26,53  | 2  | 0 |  |  |
| Elan citoyen               |                 |                | 160 | 26,53  | 2  | 0 |  |  |
|                            |                 |                |     |        |    |   |  |  |
| Inscrits                   | Inscrits        | Inscrits       | 761 | 100,00 |    |   |  |  |
| Abstentions                | Abstentions     | Abstentions    | 120 | 15,77  |    |   |  |  |
| Votants                    | Votants         | Votants        | 641 | 84,23  |    |   |  |  |
| Blancs et nuls             | Blancs et nuls  | Blancs et nuls | 38  | 5,93   |    |   |  |  |
| Exprimés                   | Exprimés        | Exprimés       | 603 | 94,07  |    |   |  |  |
| * Liste du maire sortant   |                 |                |     |        |    |   |  |  |

### Villepinte
- Maire sortant : Alain Rouquet (PS)
- 15 sièges à pourvoir au conseil municipal (population légale 2011 : 1 232 habitants)
- 3 sièges à pourvoir au conseil communautaire (CC Piège-Lauragais-Malepère)

|                          | Alain Rouquet * | DVG            | 365 | 100,00 | 15 | 3 |  |  |
| Bien vivre à Villepinte  |                 |                | 365 | 100,00 | 15 | 3 |  |  |
|                          |                 |                |     |        |    |   |  |  |
| Inscrits                 | Inscrits        | Inscrits       | 765 | 100,00 |    |   |  |  |
| Abstentions              | Abstentions     | Abstentions    | 248 | 32,42  |    |   |  |  |
| Votants                  | Votants         | Votants        | 517 | 67,58  |    |   |  |  |
| Blancs et nuls           | Blancs et nuls  | Blancs et nuls | 152 | 29,40  |    |   |  |  |
| Exprimés                 | Exprimés        | Exprimés       | 365 | 70,60  |    |   |  |  |
| * Liste du maire sortant |                 |                |     |        |    |   |  |  |

### Vinassan
- Maire sortant : Didier Aldebert (DVG)
- 23 sièges à pourvoir au conseil municipal (population légale 2011 : 2 522 habitants)
- 1 siège à pourvoir au conseil communautaire (CA Grand Narbonne)

|                          | Didier Aldebert * | DVG            | 1 184 | 100,00 | 23 | 1 |  |  |
| Ensemble pour l'avenir   |                   |                | 1 184 | 100,00 | 23 | 1 |  |  |
|                          |                   |                |       |        |    |   |  |  |
| Inscrits                 | Inscrits          | Inscrits       | 1 981 | 100,00 |    |   |  |  |
| Abstentions              | Abstentions       | Abstentions    | 625   | 31,55  |    |   |  |  |
| Votants                  | Votants           | Votants        | 1 356 | 68,45  |    |   |  |  |
| Blancs et nuls           | Blancs et nuls    | Blancs et nuls | 172   | 12,68  |    |   |  |  |
| Exprimés                 | Exprimés          | Exprimés       | 1 184 | 87,32  |    |   |  |  |
| * Liste du maire sortant |                   |                |       |        |    |   |  |  |